# Doppelschlacht bei Wjasma und Brjansk
1941: Białystok-Minsk – Dubno-Luzk-Riwne – Smolensk – Uman – Kiew – Odessa – Leningrader Blockade – Wjasma-Brjansk – Charkow – Rostow – Moskau – Tula

1942: Rschew – Charkow – Ljuban/Wolchow – Kertsch/Sewastopol – Fall Blau – Kaukasus – Stalingrad – Operation Mars

1943: Woronesch-Charkow – Operation Iskra – Nordkaukasus – Charkow – Kursk – Orjol – Donez-Mius – Donbass – Belgorod-Charkow – Smolensk – Dnepr – Kiew

1944: Dnepr-Karpaten – Leningrad-Nowgorod – Krim – Wyborg–Petrosawodsk – Operation Bagration – Lwiw-Sandomierz – Jassy–Kischinew – Belgrad – Petsamo-Kirkenes – Baltikum – Karpaten – Ungarn

1945: Kurland  – Weichsel-Oder – Ostpreußen – Westkarpaten – Niederschlesien – Ostpommern – Plattensee – Oberschlesien – Wien – Oder – Berlin – Prag
Die Doppelschlacht von Wjasma und Brjansk war eine militärische Auseinandersetzung während des Zweiten Weltkriegs an der deutsch-sowjetischen Front. Sie begann unter dem Decknamen Unternehmen Taifun am 30. September 1941 mit dem Angriff der deutschen Heeresgruppe Mitte gegen die sowjetische West-, Reserve- und Brjansker Front. Ziel der deutschen Offensive war die Zerschlagung der Verbände der Roten Armee vor Moskau und anschließend die Eroberung der Stadt selbst. Trotz anfänglicher Erfolge der Wehrmacht, die bei Wjasma und Brjansk große Teile der sowjetischen Verteidiger einkesseln und aufreiben konnte, lief sich der Vorstoß bis zum 30. Oktober 1941 im herbstlichen Schlamm und dem sich verstärkenden sowjetischen Widerstand fest. Erst nach mehr als zwei Wochen konnte sie mit dem Einsetzen von Frostwetter erneut zur Offensive übergehen und damit die Schlacht um Moskau eröffnen.

## Hintergrund

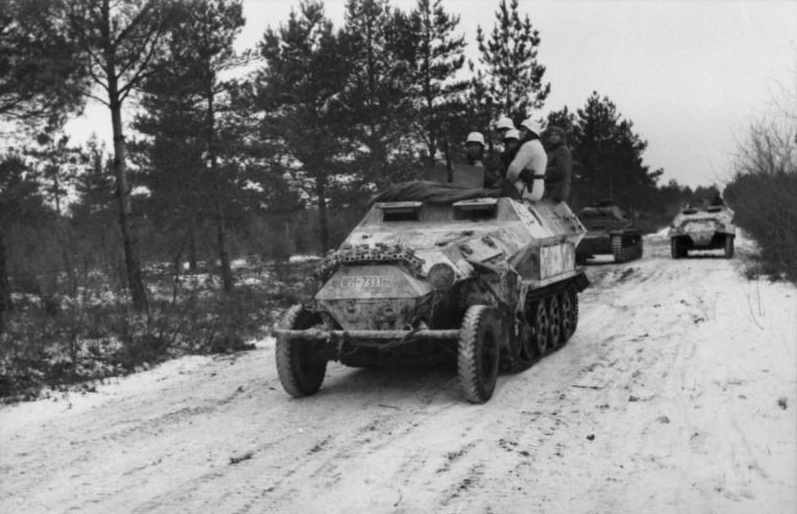
Zwei deutsche Schützenpanzer Sd.Kfz. 251 (Hanomag Halbkette) mit Wintertarnung und ein ungetarnter Panzer II Ende Oktober 1941 auf dem Vormarsch Richtung Moskau

Seit dem Beginn des Angriffs auf die Sowjetunion am 22. Juni 1941 hatten die drei deutschen Heeresgruppen die Verteidigung der Roten Armee durchbrochen und in mehreren Kesselschlachten zahlreiche sowjetische Verbände aufgerieben. Die Heeresgruppe Mitte war in die allgemeine Richtung Moskau angesetzt. Sie hatte die Kesselschlachten von Minsk und Smolensk für sich entschieden, erhielt jedoch am 30. Juli 1941 den Befehl, den Vormarsch vorläufig einzustellen.
In den Tagen zuvor war es in der deutschen Führung zur sogenannten Augustkrise hinsichtlich der Frage gekommen, wie die weiteren Operationen gestaltet werden sollten. Hitler war der Ansicht, dass der Eroberung Moskaus kein Vorrang zukam. Seiner Meinung nach waren zunächst die wirtschaftlich bedeutenden Gebiete der Ukraine zu besetzen und Leningrad zu erobern. Darum sollte die Heeresgruppe Mitte ihre Panzerstreitkräfte an die benachbarten Heeresgruppen Nord und Süd abgeben, in deren Operationsbereich diese Ziele lagen. Für den Vorstoß auf Moskau wären dann jedoch nur noch die geschwächten Infanterie-Armeen verblieben, die dieser Aufgabe angesichts andauernder sowjetischer Gegenangriffe nicht gewachsen waren. Die militärische Führung im Oberkommando des Heeres (OKH) betrachtete diese Entscheidung als falsch und versuchte Hitler davon abzubringen. Der Chef des Generalstabs des Heeres Generaloberst Franz Halder verwies auf die Gefahr, dass bei einem Verzicht des Vorgehens auf Moskau der Gegner Zeit gewinne und eine spätere deutsche Offensive bei Einbruch des Winters zum Stehen bringen könne, womit das militärische Ziel des Unternehmens Barbarossa nicht erreicht würde. Dennoch setzte Hitler am 28. Juli seine Vorstellungen durch, indem er die 2. Armee und die Panzergruppe 2 nach Süden in die Ukraine abdrehen ließ, wo diese an der Schlacht um Kiew teilnahmen. Die Panzergruppe 3 wurde in den Norden verlegt, um sich an der Eroberung von Leningrad zu beteiligen.
Erst nach einiger „Überzeugungsarbeit“ konnten sich das OKH und der Wehrmachtführungsstab Mitte August durchsetzen. Hitler legte in der Weisung Nr. 34 am 12. August fest, dass das „Staats-, Rüstungs- und Verkehrszentrum“ Moskau noch vor Einbruch des Winters besetzt werden solle. Allerdings hatten die Ziele Leningrad und Ukraine nach wie vor Vorrang, so dass zunächst die Kämpfe dort abgeschlossen werden sollten, bevor eine Offensive auf Moskau vorbereitet werden konnte. Die Kämpfe in der Ukraine und vor Leningrad zogen sich allerdings bis September hin. Schon vor ihrem endgültigen Abschluss erteilte Hitler jedoch am 6. September 1941 die Weisung Nr. 35, welche die Grundlage der zukünftigen Offensive darstellte:

„Die Anfangserfolge gegen die zwischen den inneren Flügeln der Heeresgruppen Süd und Mitte befindlichen Feindkräfte haben […] die Grundlage für eine entscheidungssuchende Operation gegen die vor der Heeresmitte stehende in Angriffskämpfen festgelegte Heeresgruppe Timoschenko geschaffen. Sie muß in der bis zum Einbruch des Winterwetters verfügbaren befristeten Zeit vernichtend geschlagen werden. Es gilt hierzu, alle Kräfte des Heeres und der Luftwaffe zusammenzufassen, die auf den Flügeln entbehrlich werden und zeitgerecht herangeführt werden können.“

Als Ziel des Unternehmens legte die Weisung fest „den im Raum ostwärts Smolensk befindlichen Gegner in doppelter, in allgemeiner Richtung Wjasma angesetzter Umfassung […] zu vernichten. […] Erst dann […] wird die Heeresgruppe Mitte zur Verfolgung Richtung Moskau – rechts angelehnt an die Oka, links angelehnt an die obere Wolga – anzutreten haben.“ Damit war Hitler nach der „Augustkrise“ wieder auf die grobe Linie des OKH und der Oberkommandos der Heeresgruppe Mitte eingeschwenkt.

### Deutsche Angriffsvorbereitungen

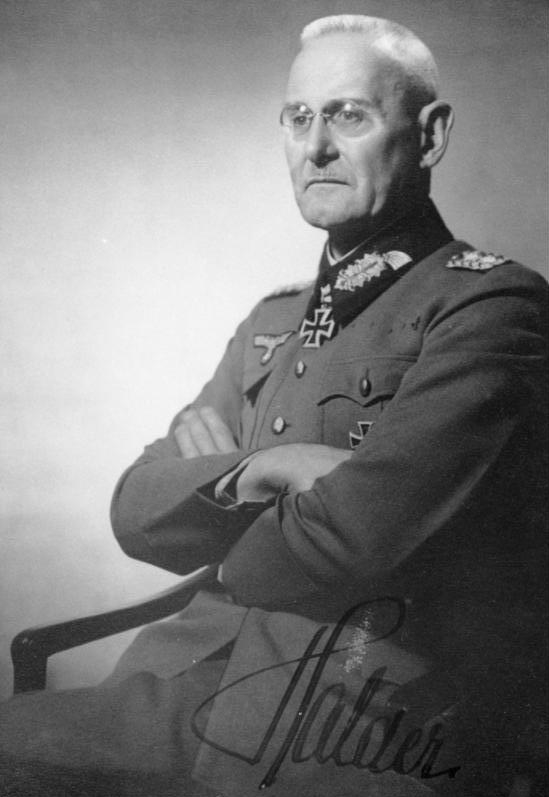
Generaloberst Franz Halder, Planer des „Unternehmens Taifun“

Der deutsche Generalstab hatte schon vor der Entscheidung zum Abdrehen der Panzerverbände gegen Kiew am 18. August 1941 einen Operationsplan vorgelegt, der eine doppelte Umfassung der sowjetischen Verbände vor der Heeresgruppe Mitte vorsah. Bei dieser Planung wurde zunächst offengelassen, ob nach einem gelungenen Vorstoß direkt zur Umfassung Moskaus übergegangen werden sollte oder ob zunächst die sowjetischen Verbände vor der Hauptstadt eingeschlossen und aufgerieben werden sollten. Bereits in einer Aussprache zwischen Hitler und dem Oberbefehlshaber des Heeres Generalfeldmarschall Walther von Brauchitsch am 30. August 1941 hatte man sich auf einen neuen Vorstoß in Richtung Moskau geeinigt. Bereits vor der offiziellen Weisung Hitlers wurden die Befehlshaber der betroffenen Armeen darüber informiert. Wenige Tage darauf erfolgte die Weisung Nr. 35 aus Hitlers Hauptquartier.
Das Oberkommando des Heeres (OKH) erließ am 10. September 1941 eine Weisung zur Fortführung der Operationen, in der Generalstabschef Franz Halder die Weisung Hitlers präzisierte und teilweise auch uminterpretierte. In Hitlers Plan war die Einnahme Moskaus erst nach einer Vernichtung der sowjetischen Streitkräfte vorgesehen, während Halder befahl, gleichzeitig Verbände auf die Hauptstadt vorrücken zu lassen. Weiterhin bezog er die 2. Armee und die Panzergruppe 2, die zu diesem Zeitpunkt noch vor Kiew gebunden waren, in die Planungen ein. Diese sollten aus dem Raum Romny gegen Orjol antreten. Damit hatte Halder zusätzlich eine dritte Stoßgruppe für den Angriff nach Osten geschaffen. Die Weisung sah weiterhin die Abgabe von Truppen der anderen Heeresgruppen vor. Die Heeresgruppe Süd musste zwei Generalkommandos, vier Infanterie-Divisionen, zwei Panzer-Divisionen und zwei motorisierte Infanterie-Divisionen abgeben, während es bei der Heeresgruppe Nord mit der Panzergruppe 4 drei Generalkommandos, fünf Panzer-Divisionen und zwei motorisierte Infanterie-Divisionen waren.
Während Hitler die Zangenarme der Panzertruppen direkt auf Wjasma ansetzen wollte, wollte Generalfeldmarschall Fedor von Bock, der Oberbefehlshaber der Heeresgruppe Mitte, die Umfassung des Feindes erst weit hinter Wjasma bei Gschatsk durchführen. Generaloberst Halder stimmte dem zu und versicherte von Bock seiner Unterstützung. Am 17. September 1941 besprachen beide die konkreten von Bock ausgearbeiteten Operationspläne. Am 24. September trafen sich die Oberbefehlshaber der Armeen, Panzergruppen und der Luftflotte 2 mit von Bock und Halder in Smolensk zu einer letzten Besprechung der Unternehmung, die am 19. September die Bezeichnung Unternehmen Taifun erhalten hatte. In ihr wurde festgelegt, dass die Panzergruppe 2 bereits am 30. September, also zwei Tage vor den übrigen Verbänden, zum Angriff übergehen sollte. Dies hatte Generaloberst Heinz Guderian durchgesetzt; da in seinem Angriffsbereich kaum feste Straßen vorhanden waren, war er der Auffassung, möglichst schnell bei Orjol feste Straßen und von dort aus Querverbindungen nach Brjansk gewinnen zu müssen.

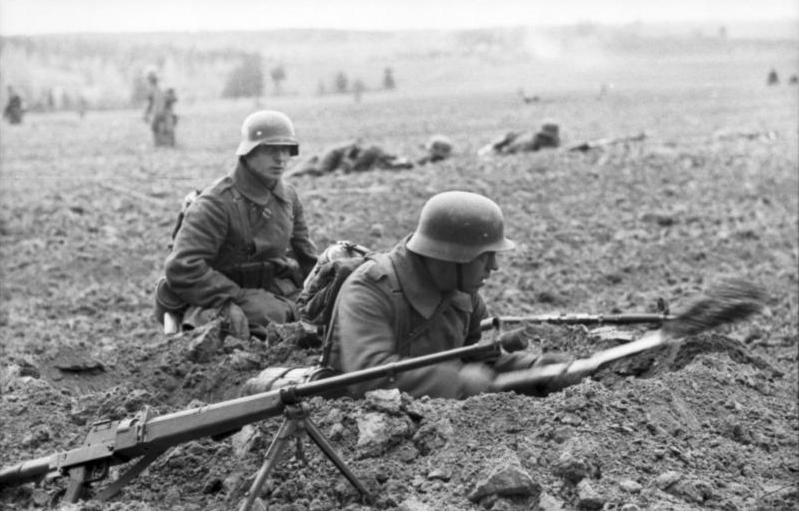
Soldaten der Panzergruppe 4 im September/Oktober 1941

Die endgültigen Aufträge an die einzelnen Armeen wurden am 26. September erteilt. Um die enge Kooperation zwischen Panzergruppen und Infanterie-Armeen zu gewährleisten, wurde die Panzergruppe 4 operativ der 4. Armee unterstellt. Sie sollte entlang der Straße Roslawl–Moskau angreifen und nach dem gelungenen Durchbruch beiderseits von Wjasma gegen die Autobahn Smolensk–Moskau einschwenken. Nördlich davon hatte die Panzergruppe 3, die der 9. Armee unterstellt war, die sowjetischen Linien südlich von Bely zu durchbrechen und die Straße Wjasma–Rschew zu gewinnen, bevor sie westlich von Wjasma eindrehen sollte. Die inneren Flügel beider Gruppierungen sollten derweil den Gegner vor sich binden. Die 2. Armee bekam den Auftrag, zum Schutz der Flanke der 9. Armee gegen Suchinitschi und Meschtschowsk vorzustoßen. Die Panzergruppe 2 schließlich, die direkt dem Oberkommando der Heeresgruppe Mitte unterstand, sollte die sowjetischen Stellungen von Süden her aufrollen. In Zusammenwirkung mit der 2. Armee sollte der Gegner im Raum Brjansk aufgerieben werden. Angriffsbeginn sollte (außer für die Panzergruppe 2) der 2. Oktober 1941 um 5.30 Uhr sein.
Hitler hatte Halder gegenüber am 6. September verlangt, dass die Operation binnen acht bis zehn Tagen beginnen solle, was dieser angesichts der Verfassung der Truppen als unmöglich bezeichnete. Die Panzergruppe 2 und die 2. Armee mussten erst aus dem Einschließungsring des Kessels von Kiew herausgelöst werden, zudem hatten die Verbände in den langen Abwehrkämpfen vor Smolensk ihre Offensivkraft eingebüßt. Die Verlegung von Verbänden von den anderen Heeresgruppen über mehr als 600 km Entfernung sowie die Heranführung der 2. und 5. Panzer-Division aus Deutschland beanspruchte viel Zeit. Außerdem war es nicht mehr möglich, die personellen Verluste der Vormonate auszugleichen. Trotzdem konnte die Heeresgruppe Mitte am 2. Oktober 1941 insgesamt 1.929.406 Soldaten in 78 Divisionen (46 Inf.Div., 1 Kav.Div., 14 Pz.Div., 8 Inf.Div. (mot.), 6 Sich.Div., 1 SS-Kav.Brig.) ins Feld stellen, die jedoch nicht alle an der geplanten Offensive teilnahmen. Diese Verbände hatten allerdings erheblich an Kampfkraft eingebüßt, da sich sowohl die Soldaten als auch das Material seit Monaten ununterbrochen im Einsatz befunden hatten.

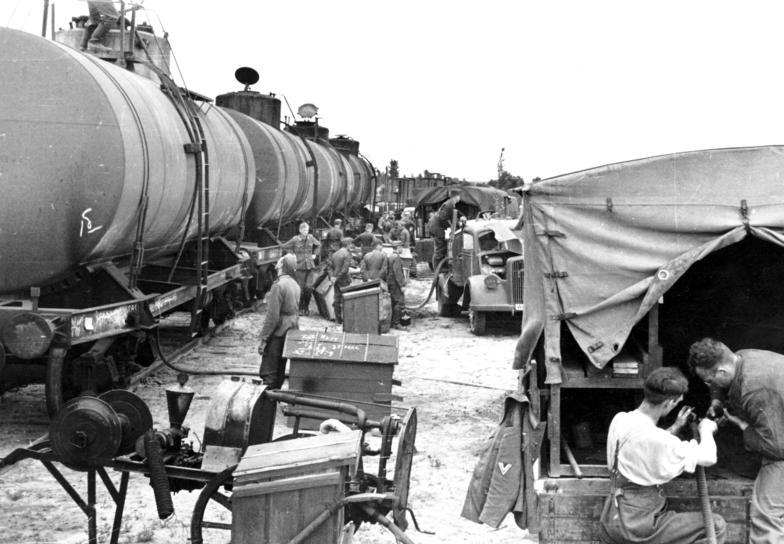
Bereitstellung von Treibstoff durch die Reichsbahn

Zudem hielt Hitler große Mengen an Panzern zurück, die er für den Einsatz nach dem Zusammenbruch der Sowjetunion vorgesehen hatte. Da die dauernden Ausfälle deshalb nicht ersetzt wurden, lag der Panzerbestand der Panzergruppe 2 bei Beginn der Operationen bei nur 50 Prozent, derjenige der Panzergruppe 3 bei 70 bis 80 Prozent und nur derjenige der Panzergruppe 4 bei etwas unter 100 Prozent. Von diesen Beständen waren allerdings kaum alle Fahrzeuge einsatzfähig. Außerdem gab es ein Defizit von 22 Prozent an Kraftfahrzeugen und von 30 Prozent an Zugmaschinen. Lediglich 125 Panzer wurden als Ersatz zugesagt, obwohl Generaloberst Halder vergeblich um die Freigabe weiterer 181 Panzer ersuchte. Aber selbst bei ihrer Zuführung hätte sich die Einsatzbereitschaft der besonders geschwächten Panzer-Divisionen nur um 10 Prozent erhöht. Die Behauptung der sowjetischen Geschichtsschreibung, die deutschen Angriffsverbände seien voll aufgefüllt und ausgerüstet gewesen, womit ihnen 1700 Panzer zur Verfügung gestanden hätten, entspricht nicht den Tatsachen. Der Historiker Klaus Reinhardt ermittelte für den tatsächlichen Bestand die Zahl von 1220 Panzern.
In Gomel, Roslawl, Smolensk und Witebsk wurden zudem Vorratslager für die Versorgung der Truppen während der geplanten Offensive angelegt. Allerdings wären zur Auffüllung der Lager im September täglich 27 Versorgungszüge notwendig gewesen, im Oktober sogar 29. Die tatsächliche Leistung belief sich jedoch nur in den ersten 13 Tagen auf diese Zahlen. Ende September und im Oktober kamen nur noch 22 Züge täglich an, bevor die Anzahl im November weiter auf 20 abfiel. Die Versorgung galt daher lediglich als „zufriedenstellend“.

### Sowjetische Lage

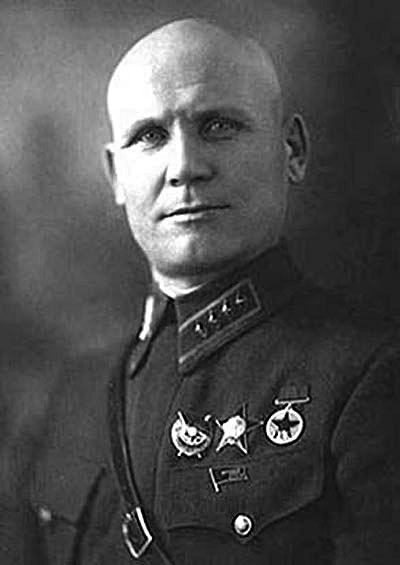
Generaloberst Konew, Befehlshaber der sowjetischen Westfront

Bereits kurz nach den Kämpfen um Smolensk verfügte das sowjetische Staatliche Verteidigungskomitee (GKO) den Ausbau von Verteidigungsstellungen vor Moskau. Seit dem 16. Juli 1941 wurde im Raum Moschaisk unter Heranziehung von Zivilisten der Aufbau einer befestigten Verteidigungslinie betrieben. Etwa 85.000–100.000 Moskauer, vorwiegend Frauen, sollen sich an den Arbeiten beteiligt haben. Bis zum Beginn der deutschen Offensive waren die verschiedenen Verteidigungsbauten (Bunker, Panzersperren, Gräben) erst zu je 40 bis 80 Prozent vollendet.
Am 12. September 1941 übernahm Generaloberst I. S. Konew den Befehl über die Westfront. Diese umfasste zu diesem Zeitpunkt die 22., 29., 30., 19., 16. und 20. Armee, die nebeneinander vom Seligersee im Norden bis Jelnja im Süden standen. Daneben existierte noch die Reservefront des Marschalls der Sowjetunion S. M. Budjonny, deren 24. und 43. Armee entlang der Desna standen und somit links an die Westfront anschlossen, die aber mit ihrer Hauptmasse (31., 49., 32. und 33. Armee) im Raum Wjasma 35 km hinter der Front auch eine zweite Abwehrlinie bildete. Weiter im Süden standen die 50., 3. und 13. Armee der Brjansker Front unter Generaloberst A. I. Jerjomenko im Raum zwischen Schukowka und Woroschba. Diese Fronten umfassten etwa 40 Prozent des Personals und der Artillerie sowie 35 Prozent der Panzer und Flugzeuge aller sowjetischen Streitkräfte.

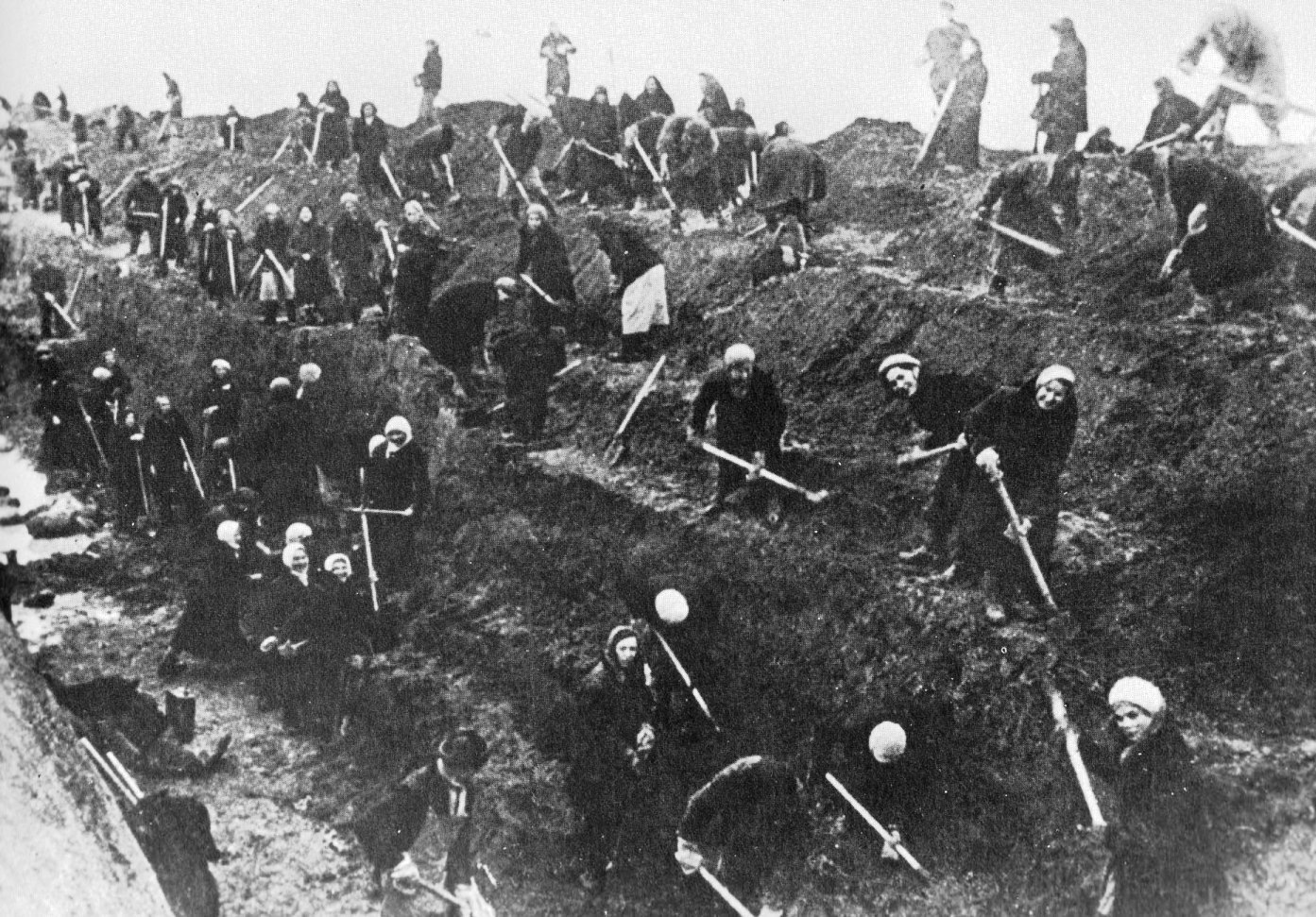
Sowjetische Frauen bei der Arbeit an einem Panzergraben vor Moskau

Nach den gewaltigen Verlusten, welche die Rote Armee im Sommer 1941 erlitten hatte, mangelte es ihr nun an ausgebildeten Stabsoffizieren. Zudem fehlte es an Fernmelde-Gerät, sodass die Verbindung unter den einzelnen Stäben schlecht und anfällig für Störungen war. Teilweise war auch die Frontlinie zu dünn besetzt. Die sechs Armeen der Westfront verteidigten einen Abschnitt von 340 km, wobei jede Armee 5–6 Schützendivisionen in erster Linie und nur eine in Reserve hatte. Die Verbände bestanden nur noch teilweise aus ausgebildeten Veteranen, die man mit praktisch unausgebildeten Freiwilligen ergänzt hatte. Diesen fehlte es wegen ihrer hastigen Mobilmachung an Maschinengewehren und anderen Infanteriewaffen. Angeblich sollen je Frontkilometer nur 6 bis 9 Geschütze verfügbar gewesen sein. Auch hatte die Rote Armee die Verluste an Panzern in den zahlreichen Schlachten der Vormonate nicht ausgleichen können. Generaloberst Konew verfügte zwar über 479 Panzer, aber von diesen waren nur 45 von einem modernen Typ. In der offiziellen sowjetischen Darstellung wurde später die Zahl von 770 Panzern am gesamten Westabschnitt der Front genannt. Allerdings gibt es über den Umfang der sowjetischen Streitkräfte in den drei Fronten keine verlässlichen Angaben. In verschiedenen sowjetischen Publikationen reichen sie von 800.000 Soldaten, 6.800 Geschützen, 780 Panzern und 360–527 Flugzeugen bis maximal 1.250.000 Soldaten, 10.598 Geschützen, 990 Panzern und 930 Flugzeugen. Nach den auf Archivmaterial aufbauenden Angaben des russischen Historikers G. F. Kriwoschejew aus dem Jahr 2001 ist eher von den höheren Zahlen auszugehen.
| Front           | Schützendivisionen | Schützenbrigaden | Kavalleriedivisionen | Motorisierte Divisionen | Panzerbrigaden | Personalumfang |
| --------------- | ------------------ | ---------------- | -------------------- | ----------------------- | -------------- | -------------- |
| Westfront       | 31                 | 1                | 3                    | 2                       | 4              | 558.000        |
| Reservefront    | 28                 | —                | 2                    | —                       | 5              | 448.000        |
| Brjansker Front | 25                 | —                | 4                    | 1                       | 4              | 244.000        |
| Gesamt          | 84                 | 1                | 9                    | 3                       | 13             | 1.250.000      |

Generaloberst Konew wies die Stawka am 26. September auf die erkannten deutschen Angriffsvorbereitungen hin, die eine Offensive für den 1. Oktober vermuten ließen. Allerdings rechnete er nur mit einem relativ begrenzten Vorstoß im Bereich der 19., 16. und 20. Armee. Die Stawka reagierte deshalb in ihrer Direktive vom 27. September lediglich mit allgemeinen Anweisungen. Sie befahl, den Ausbau der Verteidigungsstellungen zu beschleunigen. Die Front-Befehlshaber wurden angewiesen, geschwächte Divisionen abzulösen und zur Auffrischung hinter die Front zu verlegen. Auf diese Weise sollten Reserven geschaffen werden. Die Fronttruppen selbst wurden in erhöhte Alarmbereitschaft versetzt. Allerdings wurden die einzelnen Armee-Befehlshaber nicht ausreichend informiert. Gen.Lt. K. K. Rokossowski, damals Befehlshaber der 16. Armee, schrieb später in seinen Memoiren: „Die Information der Armeeoberbefehlshaber war zu jener Zeit überhaupt schlecht organisiert. Praktisch wussten wir nichts vom Geschehen innerhalb, geschweige denn außerhalb der Front, was unsere Arbeit stark behinderte.“ Erst am 28. September wurde auch die Brjansker Front vor bevorstehenden Angriffen gewarnt. Generaloberst Jerjomenko schlug aufgrund dessen eine Umgruppierung der Truppen vor. Allerdings kam es nicht dazu, weil der deutsche Angriff bereits zwei Tage später begann. Im Bereich der Westfront verbot Generalleutnant Konew jede Form des Ausweichens. Die Truppen sollten jeden Meter Boden verteidigen. Um auf eventuelle Durchbrüche des Gegners vorbereitet zu sein, versammelte er bei Wadino nördlich von Dorogobusch eine operative Reserve unter seinem Stellvertreter Generalleutnant I. W. Boldin.
Auf ausdrücklichen Befehl Stalins unternahmen die Front-Befehlshaber weiterhin begrenzte Offensiv-Operationen, was die Abwehrkraft der Truppen schwächte und sie schon vor Beginn des deutschen Angriffs große Verluste kostete. So führte zum Beispiel die 43. Armee unter Generalmajor P. P. Sobennikow bei Roslawl einen Vorstoß durch, während am 29. September Generalmajor A. N. Jermakow den Befehl erhielt, mit seiner operativen Gruppe die Stadt Gluchow zurückzuerobern. In beiden Fällen stießen die Sowjets direkt in die Aufmarschzonen der deutschen Truppen und erlitten hohe Verluste. In den folgenden Tagen erleichterte dies den deutschen Truppen den Durchbruch durch die sowjetischen Linien.

## Vergleich der Streitkräfte
| Heeresgruppe Mitte (Generalfeldmarschall Fedor von Bock) |                                                                                  |                                                                                              |                                                                                  |
|                                                          | 9. Armee (Generaloberst Adolf Strauß)                                            |                                                                                              |                                                                                  |
|                                                          |                                                                                  | XXIII. Armeekorps (General der Infanterie Albrecht Schubert)                                 |                                                                                  |
|                                                          |                                                                                  |                                                                                              | 251. Infanterie-Division (Generalleutnant Karl Burdach)                          |
|                                                          |                                                                                  |                                                                                              | 102. Infanterie-Division (Generalleutnant John Ansat)                            |
|                                                          |                                                                                  |                                                                                              | 256. Infanterie-Division (Generalleutnant Gerhard Kauffmann)                     |
|                                                          |                                                                                  |                                                                                              | 206. Infanterie-Division (Generalleutnant Hugo Höfl)                             |
|                                                          |                                                                                  | VIII. Armeekorps (General der Artillerie Walter Heitz)                                       |                                                                                  |
|                                                          |                                                                                  |                                                                                              | 28. Infanterie-Division (Generalleutnant Johann Sinnhuber)                       |
|                                                          |                                                                                  |                                                                                              | 8. Infanterie-Division (Generalmajor Gustav Höhne)                               |
|                                                          |                                                                                  |                                                                                              | 87. Infanterie-Division (Generalleutnant Bogislav von Studnitz)                  |
|                                                          |                                                                                  | XXVII. Armeekorps (General der Infanterie Alfred Wäger)                                      |                                                                                  |
|                                                          |                                                                                  |                                                                                              | 255. Infanterie-Division (General der Infanterie Wilhelm Wetzel)                 |
|                                                          |                                                                                  |                                                                                              | 162. Infanterie-Division (Generalleutnant Hermann Franke)                        |
|                                                          |                                                                                  |                                                                                              | 86. Infanterie-Division (Generalleutnant Joachim Witthöft)                       |
|                                                          |                                                                                  | Armeereserve                                                                                 |                                                                                  |
|                                                          |                                                                                  |                                                                                              | 161. Infanterie-Division (Generalleutnant Heinrich Recke)                        |
|                                                          | Panzergruppe 3 (Generaloberst Hermann Hoth) (operativ der 9. Armee unterstellt)  |                                                                                              |                                                                                  |
|                                                          |                                                                                  | VI. Armeekorps (General der Pioniere Otto-Wilhelm Förster)                                   |                                                                                  |
|                                                          |                                                                                  |                                                                                              | 110. Infanterie-Division (Generalleutnant Ernst Seifert)                         |
|                                                          |                                                                                  |                                                                                              | 26. Infanterie-Division (Generalleutnant Walter Weiß)                            |
|                                                          |                                                                                  | V. Armeekorps (General der Infanterie Richard Ruoff)                                         |                                                                                  |
|                                                          |                                                                                  |                                                                                              | 5. Infanterie-Division (Generalmajor Karl Allmendinger)                          |
|                                                          |                                                                                  |                                                                                              | 35. Infanterie-Division (General der Infanterie Walther Fischer von Weikersthal) |
|                                                          |                                                                                  |                                                                                              | 106. Infanterie-Division (General der Infanterie Ernst Dehner)                   |
|                                                          |                                                                                  | XXXXI. Armeekorps (mot.) (General der Panzertruppe Georg-Hans Reinhardt)                     |                                                                                  |
|                                                          |                                                                                  |                                                                                              | 36. Infanterie-Division (mot.) (Generalleutnant Otto-Ernst Ottenbacher)          |
|                                                          |                                                                                  |                                                                                              | 1. Panzer-Division (Generalmajor Walter Krüger)                                  |
|                                                          |                                                                                  |                                                                                              | 6. Infanterie-Division (Generalleutnant Helge Auleb)                             |
|                                                          |                                                                                  | LVI. Armeekorps (mot.) (General der Panzertruppe Ferdinand Schaal)                           |                                                                                  |
|                                                          |                                                                                  |                                                                                              | 14. Infanterie-Division (mot.) (Generalmajor Heinrich Wosch)                     |
|                                                          |                                                                                  |                                                                                              | 129. Infanterie-Division (Generalleutnant Stephan Rittau)                        |
|                                                          |                                                                                  |                                                                                              | 6. Panzer-Division (Generalleutnant Franz Landgraf)                              |
|                                                          |                                                                                  |                                                                                              | 7. Panzer-Division (Generalmajor Hans Freiherr von Funck)                        |
|                                                          | 4. Armee (Generalfeldmarschall Günther von Kluge)                                |                                                                                              |                                                                                  |
|                                                          |                                                                                  | IX. Armeekorps (General der Infanterie Hermann Geyer)                                        |                                                                                  |
|                                                          |                                                                                  |                                                                                              | 137. Infanterie-Division (Generalleutnant Friedrich Bergmann)                    |
|                                                          |                                                                                  |                                                                                              | 263. Infanterie-Division (Generalleutnant Ernst Häckel)                          |
|                                                          |                                                                                  |                                                                                              | 183. Infanterie-Division (ab 4.10. Generalleutnant Richard Stempel)              |
|                                                          |                                                                                  |                                                                                              | 292. Infanterie-Division (Generalleutnant Willy Seeger)                          |
|                                                          |                                                                                  | XX. Armeekorps (General der Infanterie Friedrich Materna)                                    |                                                                                  |
|                                                          |                                                                                  |                                                                                              | 78. Infanterie-Division (Generalmajor Emil Markgraf)                             |
|                                                          |                                                                                  |                                                                                              | 15. Infanterie-Division (Generalleutnant Ernst-Eberhard Hell)                    |
|                                                          |                                                                                  |                                                                                              | 268. Infanterie-Division (Generalleutnant Erich Straube)                         |
|                                                          |                                                                                  | VII. Armeekorps (General der Artillerie Wilhelm Fahrmbacher)                                 |                                                                                  |
|                                                          |                                                                                  |                                                                                              | 7. Infanterie-Division (Generalleutnant Eccard Freiherr von Gablenz)             |
|                                                          |                                                                                  |                                                                                              | 267. Infanterie-Division (Generalmajor Friedrich-Karl von Wachter)               |
|                                                          |                                                                                  |                                                                                              | 23. Infanterie-Division (Generalleutnant Heinz Hellmich)                         |
|                                                          |                                                                                  |                                                                                              | 197. Infanterie-Division (Generalmajor Hermann Meyer-Rabingen)                   |
|                                                          | Panzergruppe 4 (Generaloberst Erich Hoepner) (operativ der 4. Armee unterstellt) |                                                                                              |                                                                                  |
|                                                          |                                                                                  | LVII. Armeekorps (mot.) (General der Panzertruppe Adolf-Friedrich Kuntzen)                   |                                                                                  |
|                                                          |                                                                                  |                                                                                              | 20. Panzer-Division (Oberst Georg von Bismarck)                                  |
|                                                          |                                                                                  |                                                                                              | 3. Infanterie-Division (mot.) (Generalleutnant Curt Jahn)                        |
|                                                          |                                                                                  |                                                                                              | SS-Division Das Reich (mot.) (SS-Gruppenführer Paul Hausser)                     |
|                                                          |                                                                                  | XXXXVI. Armeekorps (mot.) (Generaloberst Heinrich von Vietinghoff)                           |                                                                                  |
|                                                          |                                                                                  |                                                                                              | 5. Panzer-Division (Generalmajor Gustav Fehn)                                    |
|                                                          |                                                                                  |                                                                                              | 11. Panzer-Division (Generalmajor Hans-Karl Freiherr von Esebeck)                |
|                                                          |                                                                                  |                                                                                              | 252. Infanterie-Division (Generalleutnant Diether von Böhm-Bezing)               |
|                                                          |                                                                                  | XXXX. Armeekorps (mot.) (General der Kavallerie Georg Stumme)                                |                                                                                  |
|                                                          |                                                                                  |                                                                                              | 2. Panzer-Division (Generalleutnant Rudolf Veiel)                                |
|                                                          |                                                                                  |                                                                                              | 10. Panzer-Division (Generalmajor Wolfgang Fischer)                              |
|                                                          |                                                                                  |                                                                                              | 258. Infanterie-Division (Generalmajor Karl Pflaum)                              |
|                                                          |                                                                                  | XII. Armeekorps (General der Infanterie Walter Schroth)                                      |                                                                                  |
|                                                          |                                                                                  |                                                                                              | 98. Infanterie-Division (Generalleutnant Erich Schröck)                          |
|                                                          |                                                                                  |                                                                                              | 34. Infanterie-Division (General der Artillerie Hans Behlendorff)                |
|                                                          | 2. Armee (Generaloberst Maximilian von Weichs)                                   |                                                                                              |                                                                                  |
|                                                          |                                                                                  | XIII. Armeekorps (General der Infanterie Hans Felber)                                        |                                                                                  |
|                                                          |                                                                                  |                                                                                              | 17. Infanterie-Division (Generalleutnant Herbert Loch)                           |
|                                                          |                                                                                  |                                                                                              | 260. Infanterie-Division (Generalleutnant Hans Schmidt)                          |
|                                                          |                                                                                  | XXXXIII. Armeekorps (General der Infanterie Gotthard Heinrici)                               |                                                                                  |
|                                                          |                                                                                  |                                                                                              | 52. Infanterie-Division (Generalmajor Lothar Rendulic)                           |
|                                                          |                                                                                  |                                                                                              | 131. Infanterie-Division (Generalleutnant Heinrich Meyer-Burgdorf)               |
|                                                          |                                                                                  | LIII. Armeekorps (General der Infanterie Karl Weisenberger)                                  |                                                                                  |
|                                                          |                                                                                  |                                                                                              | 56. Infanterie-Division (Generalleutnant Karl von Oven)                          |
|                                                          |                                                                                  |                                                                                              | 31. Infanterie-Division (Generalmajor Gerhard Berthold)                          |
|                                                          |                                                                                  |                                                                                              | 167. Infanterie-Division (Generalmajor Wolf-Günther Trierenberg)                 |
|                                                          | Panzergruppe 2 (ab 5. Oktober 2. Panzerarmee, Generaloberst Heinz Guderian)      |                                                                                              |                                                                                  |
|                                                          |                                                                                  | XXXXVIII. Armeekorps (mot.) (General der Panzertruppe Werner Kempf)                          |                                                                                  |
|                                                          |                                                                                  |                                                                                              | 9. Panzer-Division (Generalleutnant Alfred Ritter von Hubicki)                   |
|                                                          |                                                                                  |                                                                                              | 25. Infanterie-Division (mot.) (Generalleutnant Heinrich Clössner)               |
|                                                          |                                                                                  |                                                                                              | 16. Infanterie-Division (mot.) (Generalmajor Johannes Streich)                   |
|                                                          |                                                                                  | XXXXVII. Armeekorps (mot.) (General der Artillerie Joachim Lemelsen)                         |                                                                                  |
|                                                          |                                                                                  |                                                                                              | 17. Panzer-Division (General der Panzertruppe Hans-Jürgen von Arnim)             |
|                                                          |                                                                                  |                                                                                              | 18. Panzer-Division (Generalmajor Walther Nehring)                               |
|                                                          |                                                                                  |                                                                                              | 29. Infanterie-Division (mot.) (Generalmajor Max Fremerey)                       |
|                                                          |                                                                                  | XXIV. Armeekorps (mot.) (General der Panzertruppe Leo Geyr von Schweppenburg)                |                                                                                  |
|                                                          |                                                                                  |                                                                                              | 3. Panzer-Division (Generalleutnant Walter Model)                                |
|                                                          |                                                                                  |                                                                                              | 4. Panzer-Division (Generalmajor Willibald von Langermann und Erlencamp)         |
|                                                          |                                                                                  |                                                                                              | 10. Infanterie-Division (mot.) (Generalleutnant Friedrich-Wilhelm von Loeper)    |
|                                                          |                                                                                  | Höheres Kommando XXXV (General der Artillerie Rudolf Kaempfe)                                |                                                                                  |
|                                                          |                                                                                  |                                                                                              | 95. Infanterie-Division (Generalleutnant Hans-Heinrich Sixt von Arnim)           |
|                                                          |                                                                                  |                                                                                              | 296. Infanterie-Division (Generalleutnant Wilhelm Stemmermann)                   |
|                                                          |                                                                                  |                                                                                              | 262. Infanterie-Division (Generalleutnant Edgar Theisen)                         |
|                                                          |                                                                                  |                                                                                              | 293. Infanterie-Division (Generalleutnant Justin von Obernitz)                   |
|                                                          |                                                                                  |                                                                                              | 1. Kavallerie-Division (Generalmajor Kurt Feldt)                                 |
|                                                          |                                                                                  | Höheres Kommando XXXIV (General der Infanterie Hermann Metz)                                 |                                                                                  |
|                                                          |                                                                                  |                                                                                              | 45. Infanterie-Division (Generalmajor Fritz Schlieper)                           |
|                                                          |                                                                                  |                                                                                              | 134. Infanterie-Division (Generalleutnant Conrad von Cochenhausen)               |
|                                                          | Heeresgruppenreserve                                                             |                                                                                              |                                                                                  |
|                                                          |                                                                                  |                                                                                              | Infanterie-Regiment Großdeutschland (Oberst Walter Hörnlein)                     |
|                                                          |                                                                                  |                                                                                              | 19. Panzer-Division (Generalleutnant Otto von Knobelsdorff)                      |
|                                                          |                                                                                  |                                                                                              | Brigade mot. 900 (Oberst Walter Krause)                                          |
|                                                          |                                                                                  | Befehlshaber rückwärtiges Heeresgebiet Mitte (General der Infanterie Max von Schenckendorff) |                                                                                  |
|                                                          |                                                                                  |                                                                                              | 707. Infanterie-Division (Generalmajor Gustav Freiherr von Mauchenheim)          |
|                                                          |                                                                                  |                                                                                              | 339. Infanterie-Division (Generalmajor Georg Hewelke)                            |
|                                                          |                                                                                  |                                                                                              | SS-Kavallerie-Brigade (SS-Obersturmbannführer Hermann Fegelein)                  |
|                                                          |                                                                                  |                                                                                              | 221. Sicherungs-Division (Generalleutnant Johann Pflugbeil)                      |
|                                                          |                                                                                  |                                                                                              | 286. Sicherungs-Division (Generalleutnant Kurt Müller)                           |
|                                                          |                                                                                  |                                                                                              | 403. Sicherungs-Division (Generalleutnant Wolfgang von Ditfurth)                 |
|                                                          |                                                                                  |                                                                                              | 454. Sicherungs-Division (in Zuführung)                                          |

|  | Luftflotte 2 (Generalfeldmarschall Albert Kesselring) |                                                                 | |
|  |                                                       | VIII. Fliegerkorps (General der Flieger Wolfram von Richthofen) | |
|  |                                                       |                                                                 | 2./Fernaufklärungsgruppe 11, 7./Nahaufklärungsgruppe 21, IV./Kampfgeschwader z.b.V. 1, Kampfgruppe z.b.V. 106, I./Luftlandegeschwader 1 |
|  |                                                       |                                                                 | Stab und I./Kampfgeschwader 2, III./Kampfgeschwader 3, III./Kampfgeschwader 4                                                           |
|  |                                                       |                                                                 | Stab, I. und III./Kampfgeschwader 76 |
|  |                                                       |                                                                 | Stab, I. und III. Sturzkampfgeschwader 2, II./Lehrgeschwader 2, 10./Lehrgeschwader 2                                                    |
|  |                                                       |                                                                 | Stab und III. und 15./Jagdgeschwader 27, I. und II./Jagdgeschwader 52, II./Zerstörergeschwader 26                                       |
|  |                                                       | II. Fliegerkorps (General der Flieger Bruno Loerzer)            | |
|  |                                                       |                                                                 | 1./Fernaufklärungsgruppe 122, 5./Nahaufklärungsgruppe 23, II./Kampfgeschwader z.b.V. 1, Kampfgruppe z.b.V. 9, Kampfgruppe z.b.V. 105    |
|  |                                                       |                                                                 | Stab, I. und II./Kampfgeschwader 3 |
|  |                                                       |                                                                 | Stab, I., II. und III./Kampfgeschwader 53                                                                                               |
|  |                                                       |                                                                 | Stab und I./Kampfgeschwader 28, Kampfgruppe 100, III./Kampfgeschwader 26                                                                |
|  |                                                       |                                                                 | Stab und II./Schnellkampfgeschwader 210                                                                                                 |
|  |                                                       |                                                                 | Stab, II. und III./Sturzkampfgeschwader 77                                                                                              |
|  |                                                       |                                                                 | Stab, II. und III./Sturzkampfgeschwader 1                                                                                               |
|  |                                                       |                                                                 | Stab, I., II., III. und IV./Jagdgeschwader 51                                                                                           |
|  |                                                       |                                                                 | Stab, II. und III. Jagdgeschwader 3 |
|  |                                                       | I. Flakkorps (Generalmajor Walther von Axthelm)                 | |
|  |                                                       |                                                                 | Flakregiment 101 |
|  |                                                       |                                                                 | Flakregiment 104 |

| Westfront (Generaloberst Iwan Stepanowitsch Konew ab 12. Oktober Armeegeneral Georgi Konstantinowitsch Schukow, Stabschef: Generalleutnant W. D. Sokolowski) |                                                                         |                                                                      |                                                                              |
| | 22. Armee (Generalmajor Wassili Alexandrowitsch Juschkewitsch)          |                                                                      |                                                                              |
| |                                                                         |                                                                      | 126. Schützendivision (Oberst Jefim Wasiljewitsch Bednji)                    |
| |                                                                         |                                                                      | 133. Schützendivision (Generalmajor Wassili Iwanowitsch Schwetzow)           |
| |                                                                         |                                                                      | 174. Schützendivision (Oberst Pawel Fedosejewitsch Ilinjich)                 |
| |                                                                         |                                                                      | 179. Schützendivision (Kombrig. Nikolai Iwanowitsch Konschitz)               |
| |                                                                         |                                                                      | 186. Schützendivision (Oberst Anton Petrowitsch Pilipenko)                   |
| |                                                                         |                                                                      | 256. Schützendivision (Generalmajor Sergei Georgijewitsch Gortschew)         |
| | 29. Armee (Generalleutnant Iwan Iwanowitsch Maslennikow)                |                                                                      |                                                                              |
| |                                                                         |                                                                      | 178. Schützendivision (Oberstleutnant Alexander Petrowitsch Kwaschin)        |
| |                                                                         |                                                                      | 243. Schützendivision (Oberst Jakow Gavrilowitsch Zarkow)                    |
| |                                                                         |                                                                      | 246. Schützendivision (Generalmajor Iwan Iwanowitsch Melnikow)               |
| |                                                                         |                                                                      | 252. Schützendivision (Oberst Alexander Alexejewitsch Sabuljew)              |
| |                                                                         | 3. Kavalleriekorps Dowator (Generalmajor Lew Michailowitsch Dowator) |                                                                              |
| |                                                                         |                                                                      | 50. Kavalleriedivision, Generalmajor Issa Alexandrowitsch Plijew             |
| |                                                                         |                                                                      | 53. Kavalleriedivision, Oberst Kondrat Semjonowitsch Melnik                  |
| | 30. Armee (Generalmajor Wassili Afanassjewitsch Chomenko)               |                                                                      |                                                                              |
| |                                                                         |                                                                      | 242. Schützendivision (Generalmajor Kyrill Alexejewitsch Kowalenko)          |
| |                                                                         |                                                                      | 250. Schützendivision (Oberst Pawel Afinogenowitsch Stepanenko)              |
| |                                                                         |                                                                      | 251. Schützendivision (Oberst Wladimir Filippowitsch Stenin)                 |
| |                                                                         |                                                                      | 107. motorisierte Division (Oberst Porphyri Georgjewitsch Tschantschibadse)  |
| | Operative Gruppe Boldin (Generalleutnant Iwan Wassiljewitsch Boldin)    |                                                                      |                                                                              |
| |                                                                         |                                                                      | 101. motorisierte Schützendivision (Oberst Grigori Michailowitsch Michailow) |
| |                                                                         |                                                                      | 126. Panzerbrigade (Oberst Iwan Petrowitsch Kortschagin)                     |
| |                                                                         |                                                                      | 128. Panzerbrigade (Oberstleutnant Pjotr Wladimirowitsch Schupiljuk)         |
| |                                                                         |                                                                      | 143. Panzerbrigade (Oberst Nikolai Iwanowitsch Sumonow)                      |
| |                                                                         |                                                                      | 147. Panzerbrigade (Oberst Iwan Iwanowitsch Kasanzew)                        |
| |                                                                         |                                                                      | 214. Schützendivision (Oberst Wassili Dimitrjewitsch Bunin)                  |
| | 19. Armee (Generalleutnant Michail Fjodorowitsch Lukin)                 |                                                                      |                                                                              |
| |                                                                         |                                                                      | 50. Schützendivision (Oberst Arkadi Alexandrowitsch Boreiko)                 |
| |                                                                         |                                                                      | 89. Schützendivision (Oberst Tit Fjodorowitsch Kolesnikow)                   |
| |                                                                         |                                                                      | 91. Schützendivision (Oberst Iwan Alexejewitsch Wolkow)                      |
| |                                                                         |                                                                      | 166. Schützendivision (Oberst Michail Jakowljewitsch Dodonow)                |
| |                                                                         |                                                                      | 244. Schützendivision (Oberst Iwan Alexandrowitsch Istomin)                  |
| |                                                                         |                                                                      | 45. Kavalleriedivision (Generalmajor Nikolai Michailowitsch Dreyer)          |
| | 16. Armee (Generalleutnant Konstantin Konstantinowitsch Rokossowski)    |                                                                      |                                                                              |
| |                                                                         |                                                                      | 38. Schützendivision (Oberst Maxsim Gawrilowitsch Kirillow)                  |
| |                                                                         |                                                                      | 108. Schützendivision (Generalmajor Nikolai Iwanowitsch Orlow)               |
| |                                                                         |                                                                      | 112. Schützendivision (Oberst Iwan Andrejewitsch Kopjak)                     |
| |                                                                         |                                                                      | 214. Schützendivision (Oberst Wassili Dmitrijewitsch Bunin)                  |
| |                                                                         |                                                                      | 127. Panzerbrigade (Major Fjodor Timofejewitsch Remisow)                     |
| | 20. Armee (Generalleutnant Filipp Afanasjewitsch Jerschakow)            |                                                                      |                                                                              |
| |                                                                         |                                                                      | 73. Schützendivision (Oberst Alexander Iwanowitsch Akimow)                   |
| |                                                                         |                                                                      | 129. Schützendivision (Oberstleutnant Fjodor Dmitrijewitsch Jablokow)        |
| |                                                                         |                                                                      | 144. Schützendivision (Kombrig. Michail Andrejewitsch Pronin)                |
| |                                                                         |                                                                      | 229. Schützendivision (Generalmajor Michail Iwanowitsch Koslow)              |
| | Fronttruppen                                                            |                                                                      |                                                                              |
| |                                                                         |                                                                      | 134. Schützendivision (Oberst Michail Arsentjewitsch Saschibalow)            |
| |                                                                         |                                                                      | 5. Garde-Schützendivision (Oberst Pawel Wassiljewitsch Mironow)              |
| Reservefront (Marschall Semjon Michailowitsch Budjonny, Stabschef: Generalmajor A. F. Anisow)                                                                |                                                                         |                                                                      |                                                                              |
| | 24. Armee (Generalmajor Konstantin Iwanowitsch Rakutin)                 |                                                                      |                                                                              |
| |                                                                         |                                                                      | 19. Schützendivision (Oberst Alexander Iwanowitsch Utwenko)                  |
| |                                                                         |                                                                      | 103. Schützendivision (Generalmajor Iwan Iwanowitsch Biritschew)             |
| |                                                                         |                                                                      | 106. Schützendivision (Oberst Alexei Nikolajewitsch Perwuschin)              |
| |                                                                         |                                                                      | 139. Schützendivision (Generalmajor Boris Dmitrijewitsch Bobrow)             |
| |                                                                         |                                                                      | 170. Schützendivision (Oberst Nikolai Matwajewitsch Laskin)                  |
| |                                                                         |                                                                      | 309. Schützendivision (Oberst Nikifor Alexejewitsch Iljantzew)               |
| |                                                                         |                                                                      | 144. Panzerbrigade (Oberst Iwan Dmitrijewitsch Illarionow)                   |
| |                                                                         |                                                                      | 146. Panzerbrigade (Major Stepan Afanasjewitsch Sewastjanow)                 |
| | 43. Armee (Generalmajor Pjotr Petrowitsch Sobennikow)                   |                                                                      |                                                                              |
| |                                                                         |                                                                      | 53. Schützendivision (Oberst Nikolai Pawlowitsch Krasnoretzkin)              |
| |                                                                         |                                                                      | 149. Schützendivision (Generalmajor Fjodor Dmitrijewitsch Sacharow)          |
| |                                                                         |                                                                      | 211. Schützendivision (Generalmajor Matwei Stepanowitsch Batrakow)           |
| |                                                                         |                                                                      | 222. Schützendivision (Oberst Fjodor Alexandrowitsch Bobrow)                 |
| |                                                                         |                                                                      | 145. Panzerbrigade (Oberst Iustin Fjodorowitsch Urban)                       |
| |                                                                         |                                                                      | 148. Panzerbrigade (Oberstleutnant Alexander Iwanowitsch Potapow)            |
| | 31. Armee (Generalmajor Wassili Nikitisch Dalmatow)                     |                                                                      |                                                                              |
| |                                                                         |                                                                      | 5. Schützendivision (Oberst Anisim Illarionowitsch Swetljakow)               |
| |                                                                         |                                                                      | 110. Schützendivision (Oberst Stepan Trofimowitsch Gladyschew)               |
| |                                                                         |                                                                      | 119. Schützendivision (Oberst Alexander Dmitrijewitsch Beresin)              |
| |                                                                         |                                                                      | 247. Schützendivision (Oberst Sergei Pawlowitsch Tarasow)                    |
| |                                                                         |                                                                      | 249. Schützendivision (Generalmajor German Fjodorowitsch Tarasow)            |
| | 49. Armee (Generalmajor Iwan Grigorjewitsch Sacharkin)                  |                                                                      |                                                                              |
| |                                                                         |                                                                      | 194. Schützendivision (Oberst Pawel Andrejewitsch Firsow)                    |
| |                                                                         |                                                                      | 220. Schützendivision (Oberst Nikifor Gordejewitsch Choruschenko)            |
| |                                                                         |                                                                      | 248. Schützendivision (Generalmajor Karl Swertschewski)                      |
| |                                                                         |                                                                      | 303. Schützendivision (Oberst Nikolai Pawlowitsch Rudnew)                    |
| |                                                                         |                                                                      | 29. Kavalleriedivision, (Oberst Jemeljan Parfenowitsch Seraschew)            |
| |                                                                         |                                                                      | 31. Kavalleriedivision (Oberstleutnant Michail Dmitrijewitsch Borissow)      |
| | 32. Armee (Generalmajor Sergei Wladimirowitsch Wischnewski)             |                                                                      |                                                                              |
| |                                                                         |                                                                      | 8. Schützendivision (Oberst Grigori Alexandrowitsch Swerew)                  |
| |                                                                         |                                                                      | 29. Schützendivision (Kombrig Iwan Wassiljewitsch Saikin)                    |
| |                                                                         |                                                                      | 140. Schützendivision (Oberst Pawel Jefremowitsch Morosow)                   |
| | 33. Armee (Generalmajor Dmitri Platonowitsch Onuprienko)                |                                                                      |                                                                              |
| |                                                                         |                                                                      | 18. Schützendivision (Oberst Pjotr Kirillowitsch Schiwalew)                  |
| |                                                                         |                                                                      | 60. Schützendivision (Oberst Markje Bichmulowitsch Salichow)                 |
| |                                                                         |                                                                      | 113. Schützendivision (Oberst Konstantin Iwanowitsch Mironow)                |
| |                                                                         |                                                                      | 173. Schützendivision (Oberst Alexander Wladimirowitsch Bogdanow)            |
| Brjansker Front (Generalleutnant Andrei Iwanowitsch Jerjomenko, Stabschef: Generalmajor Georgi Fjodorowitsch Sacharow)                                       |                                                                         |                                                                      |                                                                              |
| | 50. Armee (Generalmajor Michail Petrowitsch Petrow)                     |                                                                      |                                                                              |
| |                                                                         |                                                                      | 217. Schützendivision (Oberst Michail Alexejewitsch Gratschew)               |
| |                                                                         |                                                                      | 258. Schützendivision (Kombrig. Kusma Petrowitsch Trubnikow)                 |
| |                                                                         |                                                                      | 260. Schützendivision (Oberst Wassili Danilowitsch Chochlow)                 |
| |                                                                         |                                                                      | 278. Schützendivision (Oberst Wassili Iwanowitsch Meleschko)                 |
| |                                                                         |                                                                      | 279. Schützendivision (Oberst Pawel Grigorjewitsch Scheludko)                |
| |                                                                         |                                                                      | 290. Schützendivision (Oberst Nikolai Wassiljewitsch Rjakin)                 |
| |                                                                         |                                                                      | 299. Schützendivision (Oberst Iwan Fedotowitsch Seregin)                     |
| | Fronttruppen                                                            |                                                                      |                                                                              |
| |                                                                         |                                                                      | 287. Schützendivision (Oberst Jakinf Petrowitsch Jeremin)                    |
| |                                                                         |                                                                      | 7. Garde-Schützendivision (Oberst Afanassi Sergejewitsch Grjasnow)           |
| |                                                                         |                                                                      | 154. Schützendivision (Oberst Jakow Stepanowitsch Fokanow)                   |
| | Operative Gruppe Jermakow (Generalmajor Arkadi Nikolajewitsch Jermakow) |                                                                      |                                                                              |
| |                                                                         |                                                                      | 121. Panzerbrigade (Oberst Nikolai Nikolajewitsch Radkewitsch)               |
| |                                                                         |                                                                      | 150. Panzerbrigade (Oberst Boris Sergejewitsch Bacharow)                     |
| |                                                                         |                                                                      | 52. Kavalleriedivision (Oberst Nikolai Petrowitsch Jakunin)                  |
| |                                                                         |                                                                      | 55. Kavalleriedivision (Generalmajor Konstantin Gawrilowitsch Kalmykow)      |
| |                                                                         |                                                                      | 160. Schützendivision (Oberst Michail Borissowitsch Anaschkin)               |
| |                                                                         |                                                                      | 283. Schützendivision (Oberst Alexander Nikolajewitsch Netschajew)           |
| | 3. Armee (Generalmajor Jakow Grigorjewitsch Kreiser)                    |                                                                      |                                                                              |
| |                                                                         |                                                                      | 137. Schützendivision (Oberst Iwan Tichonowitsch Grischin)                   |
| |                                                                         |                                                                      | 148. Schützendivision (Oberst Filipp Michailowitsch Tscherokmanow)           |
| |                                                                         |                                                                      | 269. Schützendivision (Oberst Andrei Jewsejewitsch Tschecharin)              |
| |                                                                         |                                                                      | 280. Schützendivision (Generalmajor Sergei Jewlampljewitsch Danilow)         |
| |                                                                         |                                                                      | 282. Schützendivision (Oberst Michail Wassiljewitsch Gratschew)              |
| |                                                                         |                                                                      | 278. Schützendivision (Oberst Wassili Iwanowitsch Meleschko)                 |
| |                                                                         |                                                                      | 4. Kavalleriedivision (Oberst Teofan Agapowitsch Parchomenko)                |
| | 13. Armee (Generalmajor Awksenti Michailowitsch Gorodnjanski)           |                                                                      |                                                                              |
| |                                                                         |                                                                      | 6. Schützendivision (Oberst Michail Danilowitsch Grischin)                   |
| |                                                                         |                                                                      | 121. Schützendivision (Kombrig. Pjotr Maximowitsch Sykow)                    |
| |                                                                         |                                                                      | 132. Schützendivision (Generalmajor Sergei Semjonowitsch Birjusow)           |
| |                                                                         |                                                                      | 143. Schützendivision (Generalmajor Georgi Alexejewitsch Kurnosow)           |
| |                                                                         |                                                                      | 155. Schützendivision (Generalmajor Pjotr Alexejewitsch Alexandrow)          |
| |                                                                         |                                                                      | 298. Schützendivision (Oberst Michail Jemeljanowitsch Jerochin)              |
| |                                                                         |                                                                      | 307. Schützendivision (Oberst Wassili Grigorjewitsch Terentjew)              |
| |                                                                         | 2. Kavalleriekorps Below (Generalmajor Pawel Alexejewitsch Below)    |                                                                              |
| |                                                                         |                                                                      | 5. Kavalleriedivision (Generalmajor Viktor Kirillowitsch Baranow)            |
| |                                                                         |                                                                      | 9. Kavalleriedivision (Generalmajor Alexander Fjodorowitsch Byschkowski)     |

## Verlauf

### Kessel von Brjansk

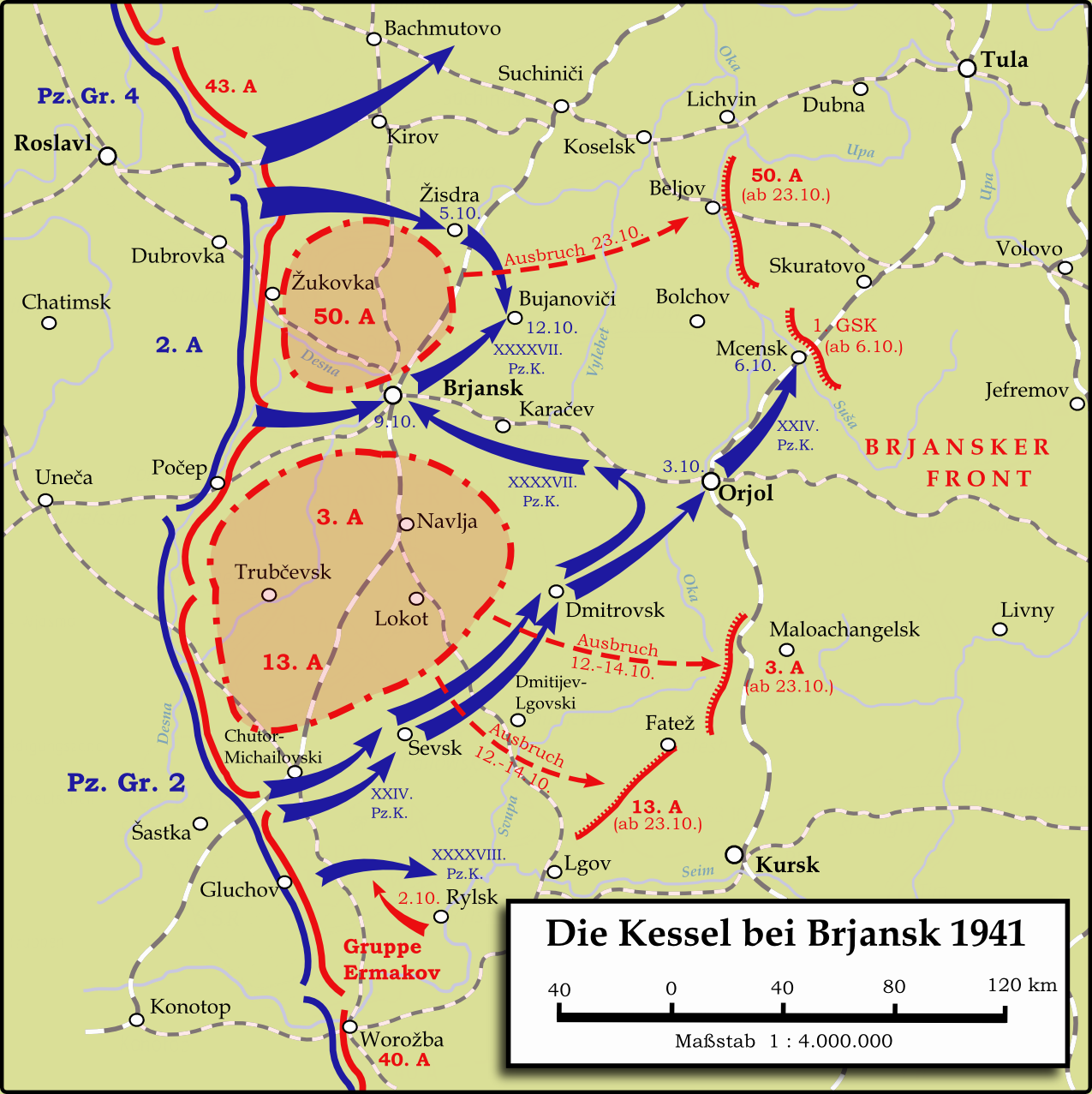

Am 30. September begann die Panzergruppe 2 bei besten Wetterbedingungen unter Generaloberst Guderian östlich von Gluchow ihren Angriff gegen die Brjansker Front. Bis gegen 13.00 Uhr am 1. Oktober hatte das XXIV. motorisierte Armeekorps (AK (mot.)) den linken Flügel der Gruppe Jermakow durchbrochen und ging auf Sewsk vor, während das XXXXVII. AK (mot.) auf Karatschew vorstieß. Stalin und Generalstabschef B. M. Schaposchnikow befahlen noch in der Nacht, die eingebrochenen deutschen Verbände durch Flankenangriffe der 13. Armee (Gen.Maj. Gorodnjanskij) und der Gruppe Jermakow abzuschneiden. Diese isolierten Gegenangriffe einzelner Panzerbrigaden trafen zwar das in der Flanke eingesetzte deutsche XXXXVIII. motorisierten Armeekorps, dessen Vormarsch auch verlangsamt wurde, doch durch den Einsatz der 9. Panzer-Division wurde die Lage schnell wiederhergestellt. Am 3. Oktober konnten deutsche Vorausverbände der 4. Panzer-Division das strategisch wichtige, aber aufgrund von Versäumnissen des örtlichen Kommandanten Gen.Lt. A. A. Tjurin unverteidigte Orjol einnehmen.
Die deutsche 2. Armee unter Generaloberst Maximilian von Weichs trat ab dem 2. Oktober gegen den rechten Flügel der Brjansker Front an und traf dort auf erbitterten Widerstand der sowjetischen 3. (Gen.Maj. J. G. Kreiser) und 50. Armee (Gen.Maj. M. P. Petrow). Erst mit dem Durchbruch der Panzergruppe 4 durch die weiter nördlich gelegenen Stellungen der sowjetischen 43. Armee (Gen.Maj. P. P. Sobennikow, ab 10. Oktober Gen.Lt. Stepan Akimow) gelang es der 2. Armee, durch die entstandene Lücke die sowjetische Front zu umgehen. Bis zum 5. Oktober nahm sie schließlich Schisdra ein. Fast gleichzeitig erfolgte von Süden her der Vorstoß des XXXXVII. AK (mot.) über Karatschew auf Brjansk, welches am 6. Oktober mitsamt seinen wichtigen Desna-Brücken eingenommen wurde. Damit waren die Nachschub- und Kommunikationslinien der Brjansker Front abgeschnitten.

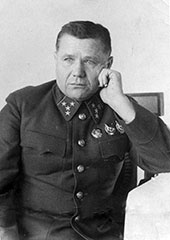
Gen.Lt. Jerjomenko (1938), Befehlshaber der Brjansker Front

Auf sowjetischer Seite herrschte in diesen Tagen größte Verwirrung. Schon die ersten deutschen Luftangriffe unterbrachen die Verbindung zwischen dem Front-Stab und den unterstellten Armeen. Die operative Reservegruppe bei Brjansk konnte nicht eingesetzt werden, weil sie schon bald selbst von deutschen Truppen angegriffen wurde. Gen.Lt. Jerjomenko erkannte bald die Gefahr, die seinen Truppen drohte. Er ersuchte deshalb bei Generalstabschef Schaposchnikow in Moskau um die Genehmigung, zu einer flexiblen Verteidigung mit Ausweichmöglichkeiten übergehen zu dürfen. Dies wurde verweigert und Jerjomenko angewiesen, jeden Meter Boden zu verteidigen. Am 5. Oktober meldete der Befehlshaber der Brjansker Front, dass er gezwungen sei, sofort nach Osten auszuweichen. Bis zum Morgen des 6. Oktober erhielt er jedoch keine Antwort. Am Mittag tauchten nahe seinem Gefechtsstand deutsche Panzer auf, sodass er mit drei Panzern und einigen Infanteristen fliehen musste. Damit war eine einheitliche Führung auf sowjetischer Seite zeitweise nicht mehr gegeben. Die Stawka konnte später den Befehl zum Rückzug nicht mehr übermitteln. Da sie davon ausging, dass Jerjomenko gefallen sei, beauftragte sie den Befehlshaber der 50. Armee Gen.Maj. M. P. Petrow mit der Führung der Front.
Bis zum 9. Oktober führte ein weiterer Vorstoß der 167. Inf.Div. (2. Armee) zu einer Vereinigung mit der 17. Pz.Div. (2. Panzerarmee) bei Brjansk, wodurch sich der Ring um die südwestlich um Trubtschewsk stehende sowjetische 3. und 13. Armee schloss. Noch am gleichen Tag befahl Gfm. von Bock, dass die Ausräumung dieses Kessels der 2. Panzerarmee übertragen werde. Die 2. Armee sollte sich um die Vernichtung des nördlich stehenden Gegners kümmern. Tatsächlich stieß sie weiter vor, und am 12. Oktober konnte bei Bujanowitschi ein weiterer Kessel um die sowjetische 50. Armee geschlossen werden. Da jedoch sowohl die 2. Panzer- als auch die 2. Armee auf Befehl des OKH und des Oberbefehlshabers der Heeresgruppe Mitte mit starken Teilen weiter nach Osten vorgehen mussten, ohne zuvor die Kessel „ausgeräumt“ zu haben, standen zur Einschließung des Gegners nur wenige Kräfte zur Verfügung.
Am 12., 13. und 14. Oktober traten die sowjetischen Armeen zum Ausbruch an. Der 3. Armee gelang an der Nawlja, der 13. Armee bei Chomutowka ein Ausbruch. Die 50. Armee scheiterte hingegen unter hohen Verlusten an der Resseta. Letzten sowjetischen Gruppen gelang erst am 22./23. Oktober ein Ausbruch in Richtung Beljow. In der Linie Beljow–Fatesch sammelte Jerjomenko zwischen dem 17. und 24. Oktober erneut die Brjansker Front. Die Truppen hatten jedoch enorme Verluste erlitten. So hatte die 13. Armee beim Durchbruch ihre gesamte Artillerie und rückwärtigen Dienste verloren. Außerdem lag die Gefechtsstärke ihrer sieben Schützendivisionen bei nur noch 1.500–2.000 Mann. Die fünf Schützendivisionen der 3. Armee hatten eine durchschnittliche Gefechtsstärke von nur 2.000 Mann. Die 50. Armee hatte hingegen noch einiges Material retten können. Gen.Lt. Jerjomenko war am 12. Oktober verwundet und anschließend ausgeflogen worden. Gen.Maj. Petrow starb noch während der Kämpfe an den Folgen einer Gangrän. Deutsche Berichte sprechen von allein 108.000 sowjetischen Gefangenen neben 257 Panzern und 763 Geschützen, die zerstört oder erbeutet worden waren. Andererseits berichtete Gen.Lt. Jerjomenko später in seinen Memoiren, dass allein die 3. sowjetische Armee bei ihrem Ausbruch den deutschen Truppen Verluste in Höhe von 5.500 Toten und Verwundeten, sowie 100 Gefangene, 250 Kfz. und 50 Panzer beigebracht hätte.

### Kessel von Wjasma

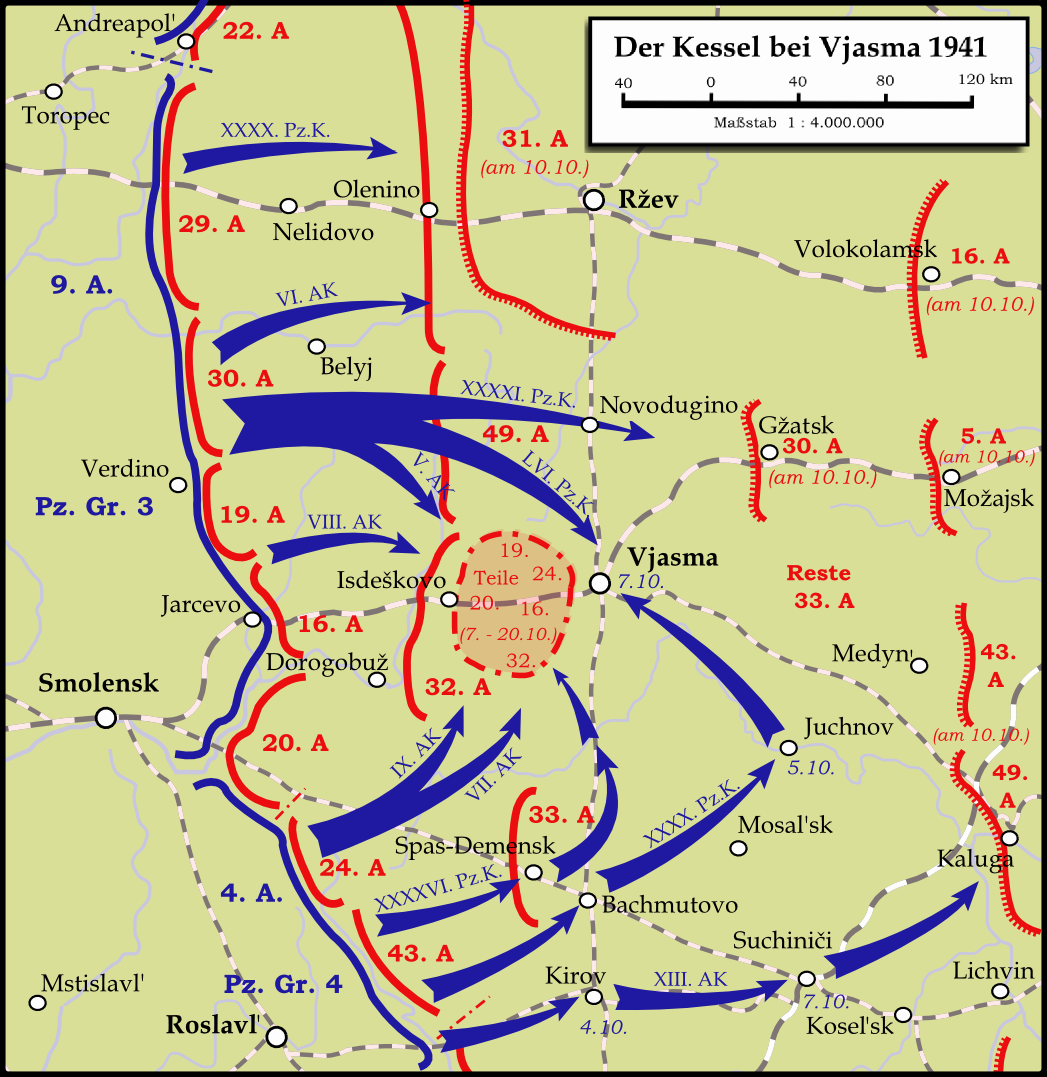

Am 2. Oktober traten auch die Panzergruppen 3 und 4 sowie die 4. und 9. Armee zur Offensive an. Der Angriff der Panzergruppe 4 des Generaloberst Erich Hoepner durchbrach am Morgen um 5.30 Uhr die sowjetischen Verteidigungslinien der 43. Armee (Gen.Maj. P. P. Sobennikow) an der Desna. Das XXXX. AK (mot.) stieß in den rückwärtigen Raum vor und konnte schon am 4. Oktober mit der 10. Panzer-Division Kirow und Mossalsk einnehmen, das 110 km von der Ausgangsstellung lag. Am folgenden Tag fiel auch Juchnow. In Moskau blieb die Stawka zunächst ohne Nachrichten von der Front. Als die Fliegerkräfte des 120. Jagdfliegerregiments das Vorgehen motorisierter Kolonnen auf Juchnow meldeten, wurde deren Nachrichten kein Glaube geschenkt. Der Chef der Moskauer Fliegerkräfte Oberst Sbytow wurde vom Chef des NKWD Lawrenti Beria sogar wegen „Verbreitung von Panikmache“ angeklagt. Der Einbruch der Panzergruppe 4 lag im Bereich der sowjetischen Reservefront des Marschalls Budjonny. Nachdem er schon früh seine wenigen Reserven zum Einsatz gebracht hatte, meldete er am 5. Oktober an die Stawka: „Die Lage am linken Flügel der Reservefront ist außerordentlich ernst. Für die Abriegelung des […] entstandenen Einbruchs sind keine Kräfte vorhanden. […] Die Kräfte der Front reichen nicht aus, um den Angriff des Gegners […] aufzuhalten.“ Gen.Ost. Hoepner konnte deshalb relativ frei operieren und drehte zunächst das XXXX. AK (mot.) nach Nordwesten in Richtung Wjasma ab, um hier mit den Truppen der Panzergruppe 3 zusammenzutreffen. Auf dem linken Flügel davon ging das XXXXVI. AK (mot.) gegen stärkeren sowjetischen Widerstand vor. Es nahm am 4. Oktober Spas-Demensk und wurde auf Anweisung des Befehlshabers der 4. Armee, Gfm. Günther von Kluge, danach nach Norden abgedreht, um den Südteil des geplanten Kessels zu bilden. Die Sicherung der Operationen nach Osten übernahm das LVI. A.K. (mot.).

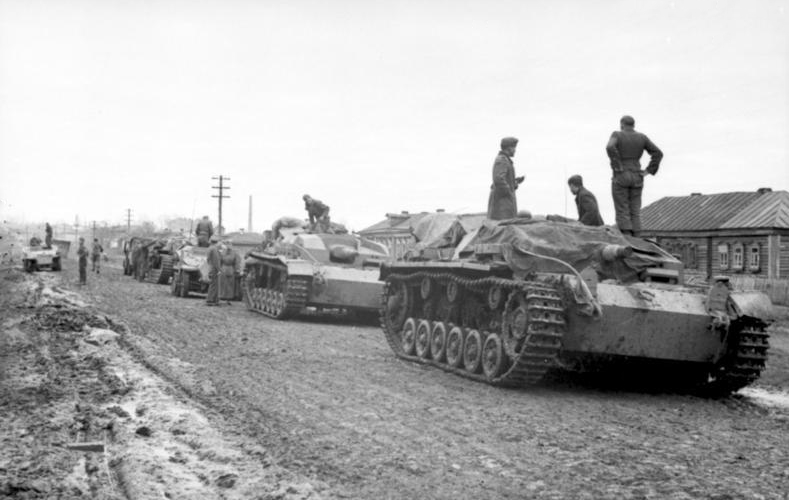
Sturmgeschütze der 4. Armee im Raum Wjasma

Der Vorstoß der Panzergruppe 3 unter Generaloberst Hermann Hoth gestaltete sich schwieriger. Zwar durchbrach sie die sowjetischen Stellungen an der Naht der 19. (Gen.Lt. Lukin) und 30. Armee (Gen.Maj. Chomenko) und errichtete am 3. Oktober einen Brückenkopf über den Dnepr, dann aber brachte Generaloberst Konew hier seine operative Gruppe unter I.W. Boldin (3 Pz.Brig.; 1 Schützendivision (mot.); 1 Schützendivision) zum Einsatz, um den deutschen Durchbruch abzuriegeln. Am 3./4. Oktober griff sie bei Cholm-Schirkowski an. Der Ort wechselte zwar mehrfach den Besitzer, aber letztlich mussten sich Gen.Lt. Boldins Truppen zurückziehen. Nach sowjetischen Angaben sollen dabei 59 deutsche Panzer zerstört worden sein. Nun aber traten bei der Panzergruppe 3 Versorgungsengpässe beim Betriebsstoff auf, wodurch der Vormarsch der Panzer-Divisionen zum Erliegen kam. Erst nach Zuführungen durch die Luftflotte 2 war die Einsatzbereitschaft am Nachmittag des 5. Oktober wiederhergestellt. Die 4. und 9. Armee gingen derweil hinter den Panzergruppen vor, um diese später an der Kesselfront abzulösen. Gleichzeitig griffen sie jedoch auch frontal von Westen her die sowjetischen Stellungen an, um den sich bildenden Kessel zu verengen.

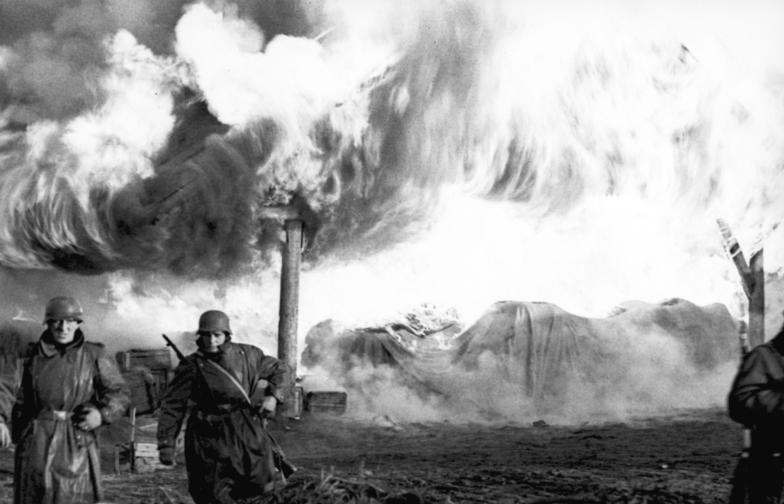
Soldaten der Panzergruppe 3 vor einem brennenden Dorf

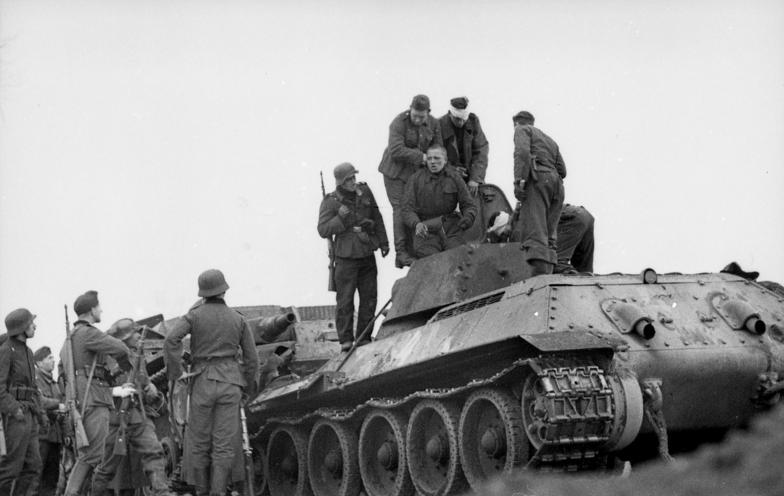
Soldaten der Panzergruppe 3 bei der Gefangennahme der Besatzung eines sowjetischen T-34

Nachdem die Gegenangriffe gescheitert waren, beantragte Generaloberst Konew noch am 4. Oktober eine Zurücknahme seiner Front in die Linie Gschatsk-Wjasma. Doch erst am Nachmittag des 5. Oktober traf die Stawka eine Entscheidung. Es wurde Konew gestattet, in die Linie Rschew-Wjasma zurückzugehen. Gleichzeitig unterstellte sie ihm die 31. und 32. Armee der Reservefront, um die Führung im Raum Wjasma zu vereinheitlichen. Doch auch diese beiden weit zurückgestaffelten Verbände waren bereits in Gefechte verwickelt, so dass sie als echte Verstärkung der Westfront ausfielen. Ein ähnlicher Rückzugsbefehl erreichte auch die Reservefront. So begann nun ein langsamer und ungeordneter Rückzug der sowjetischen Verbände. Die Deckung des Rückzuges wurde der Gruppe Boldin und der 31. Armee übertragen, während die 22. und 29. Armee auf Rschew und Stariza, die 49. und 43. Armee auf Kaluga und Medyn zurückging. Da schon bald die Verbindung zur Gruppe Boldin und der 31. Armee verloren ging, wurde die Führung des Rückzuges und dessen Deckung der 32. Armee des Gen.Maj. Wischnewski übertragen. Bis zum 7. Oktober um 10.30 Uhr geriet Wjasma jedoch in die Hand des XXXX. AK (mot.) der Panzergruppe 4 und noch im Lauf des Vormittags traf dort auch das LVI. AK (mot.) der Panzergruppe 3 ein. Damit war der Kessel geschlossen.
In der Einkreisung befanden sich neben der Gruppe Boldin die sowjetische 19. Armee (Gen.Lt. Lukin), 24. Armee (Gen.Maj. Rakutin), 32. Armee (Gen.Maj. Wischnewski) und die 20. Armee (Gen.Lt. Jerschakow). In den Bestand der letzten waren zuvor allerdings auch die Truppen der 16. Armee (Gen.Lt. Rokossowski) übergegangen, sodass insgesamt mehr als fünf Armeen eingekesselt waren. Gen.Lt. M.F. Lukin übernahm den Oberbefehl über die eingeschlossenen Verbände. Er erhielt lediglich am 10. und am 12. Oktober jeweils eine Anweisung vom neuen Befehlshaber der Westfront Armeegeneral G.K. Schukow mit dem Auftrag, nach Osten durchzubrechen. Diese Funksprüche blieben jedoch unbeantwortet. In den ersten Tagen richteten sich die Ausbruchsversuche gegen das vor Wjasma stehende XXXX. und XXXXVI. AK (mot.). Als dies keinen Erfolg hatte, verlegte Gen.Lt. Lukin die Angriffe in das unübersichtlichere Gelände im Süden, wo der schwerste Angriff in der Nacht vom 10./11. Oktober gegen die deutsche 11. Panzer-Division stattfand. Dabei gelang es mindestens zwei Divisionen, aus der Einkreisung auszubrechen. Ab dem 12. Oktober klangen diese Ausbruchsversuche ab und in den folgenden Tagen gelang es nur kleineren Gruppen, sich zu den sowjetischen Linien durchzuschlagen. Am 14. Oktober, noch vor dem „Ausräumen“ des Kessels, meldete allein die Panzergruppe 4 in ihrem Bereich 140.000 Gefangene sowie 154 Panzer und 933 Geschütze, die erbeutet oder zerstört werden konnten. Gen.Lt. Lukin ließ die Geschütze und Fahrzeuge in den folgenden Tagen sprengen, bevor die Masse seiner Truppen bis zum 20. Oktober 1941 in deutsche Gefangenschaft ging.

### Reorganisation der sowjetischen Verteidigung
Am 6. Oktober traf sich die Staatliche Verteidigungskommission (GKO) zu einer Krisensitzung angesichts der sich abzeichnenden Zerschlagung von drei Fronten und der Bedrohung der Hauptstadt. Die Kommission bestimmte die zumindest teilweise ausgebaute Stellung bei Moschaisk zur neuen Verteidigungslinie und wies die Stawka an, diese schnellstens in Verteidigungszustand zu bringen. Zunächst wurden vier Schützendivisionen der Westfront dorthin befohlen, um eine notdürftige Verteidigung zu organisieren. Gleichzeitig wurden alle zurückgehenden Verbände und alle greifbaren Reserven in diese Stellung geworfen. Am 10. Oktober hatten sich dort neben den vier Schützendivisionen noch drei Schützenregimenter, fünf MG-Bataillone und die Jahrgänge verschiedener Militärschulen versammelt. Weitere neu aufgestellte fünf MG-Bataillone, fünf Panzer-Brigaden und zehn Panzerabwehrregimenter (welche jeweils nur Bataillonsstärke hatten) befanden sich im Anmarsch. Bis Mitte Oktober sammelten sich bei Moschaisk 11 Schützendivisionen, 16 Panzerbrigaden, 40 Artillerie-Regimenter, alles in allem etwa 90.000 Mann. Nach und nach trafen auch weitere Verstärkungen von anderen Frontabschnitten sowie sibirische Schützendivisionen im Raum Moskau ein. Aus diesen Verbänden organisierte die Stawka zwei neue Armeen. Im Raum Wolokolamsk entstand erneut eine 16. Armee unter Gen.Lt. Rokossowski und bei Moschaisk übernahm Gen.Maj. D. D. Leljuschenko den Befehl über die 5. Armee. Nach einer Verwundung Leljuschenkos wurde jedoch am 18. Oktober Gen.Maj. L.A. Goworow Befehlshaber der Armee. Die bei Mzensk stehenden Truppen des 1. Gardeschützenkorps bildeten den Grundstock für die Aufstellung der 26. Armee unter General A. W. Kurkin. In die neue Verteidigungslinie konnten sich bei Naro-Fominsk auch Teile der 33. Armee (Gen.Lt. M. G. Jefremow) und bei Malojaroslawez Teile der 43. Armee (Gen. Golubew), bei Kaluga Teile der 49. Armee (Gen. I. G. Sacharkin) zurückziehen. Nach ihrem Ausbruch konnten auch die Reste der 3., 13. und 50. Armee (nach Petrows Tod kommandiert von Generalmajor Jermakow) der Brjansker Front wieder in die Frontlinie integriert werden.

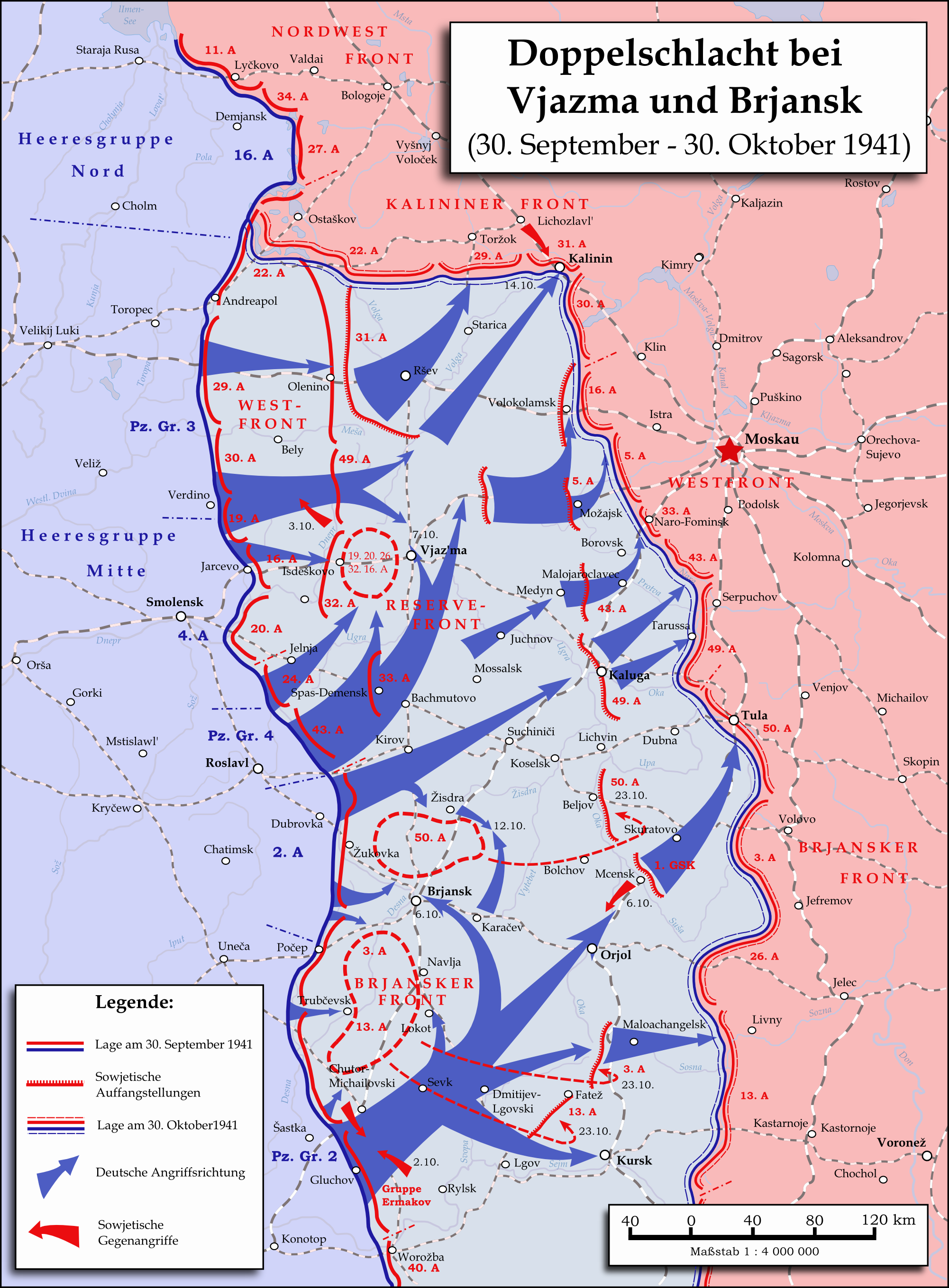

In einem zweiten Schritt versuchte das GKO die Ordnung in dem Chaos der militärischen Führung zu schaffen. Zunächst wurden die bei Moschaisk gesammelten Truppen am 9. Oktober als Front der Moschaisker Verteidigungslinie unter Gen.Lt. P.A. Artemjew (Chef des Moskauer Verteidigungsbezirkes) zusammengefasst. Gleichzeitig ging eine Kommission des GKO, bestehend aus Molotow, Mikojan, Malenkow, Woroschilow und Wassilewski, an die Front, um dort im Sinne des Hauptquartiers tätig zu werden. Unabhängig davon berief Stalin auch den ehemaligen Generalstabschef und bisherigen Befehlshaber der Leningrader Front, Armeegeneral G.K. Schukow, nach Moskau, um die kritischen Frontbereiche für ihn zu besichtigen und zu beurteilen. Diese Vertreter fanden an der Front ein Chaos vor. So wusste niemand im Stab der Reservefront zu sagen, wo sich ihr Befehlshaber aufhielt. In Medyn, einer Zufahrtsmöglichkeit zu Moskau, war bis auf drei Soldaten keine Verteidigung organisiert. Die drei Fronten hatten keinerlei Kontakt untereinander und oft hatten sie auch die Verbindung zu ihren Armeen verloren. Die Stawka reagierte, indem sie die oberste Führung reorganisierte. Am 9. Oktober übernahm Armeegeneral Schukow die Führung der Westfront. Dieser wurde am folgenden Tag auch die Truppen der Reservefront und am 12. Oktober die Verbände der Front der Moschaisker Verteidigungslinie unterstellt. Damit befanden sich die Verteidigungstruppen unter einem einheitlichen Kommando. Am 17. Oktober erfolgte insofern noch eine Änderung, als die sowjetische 22., 29. und 30. Armee im Raum Kalinin zu einer neuen Kalininer Front zusammengefasst und Generaloberst Konew unterstellt wurden, um die Führung in diesem Sektor zu vereinheitlichen.

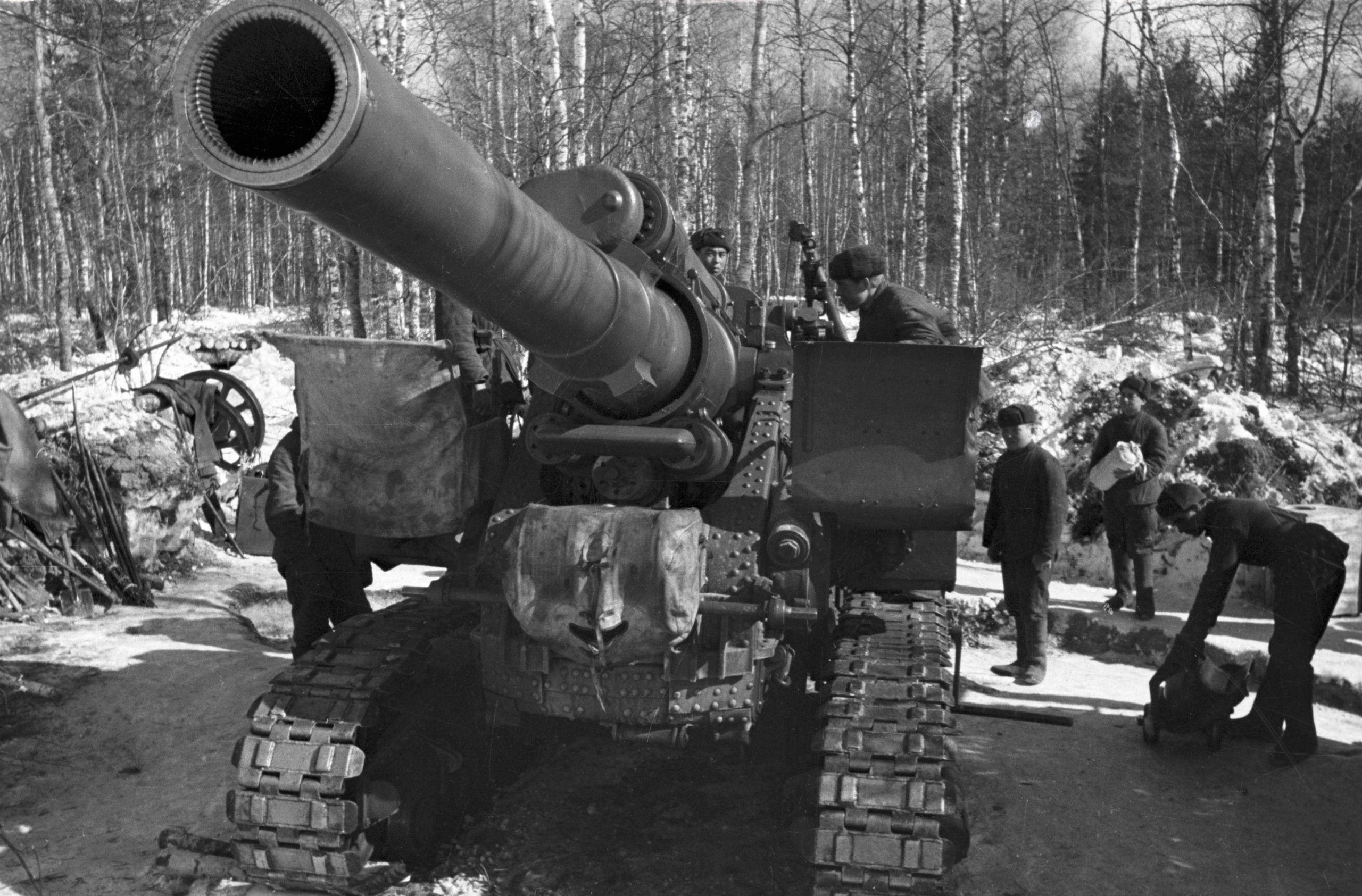
Schwere Haubitze M1931, Oktober 1941

Da seine Truppen zahlenmäßig schwach und angeschlagen waren, versuchte Armeegeneral Schukow, die Front mit allen Mitteln zu stabilisieren. In seinem Befehl Nr. 0345 vom 13. Oktober 1941 forderte er vollsten Einsatz von allen Soldaten und kündigte an: „Feiglinge und Panikmacher, die das Schlachtfeld verlassen, die ohne Genehmigung die eingenommenen Stellungen im Stich lassen, die ihre Waffen und Geräte wegwerfen, sind auf der Stelle zu erschießen.“ Um den Verlust an Kraftfahrzeugen auszugleichen, ließ er zudem alle greifbaren Fahrzeuge im Raum Moskau requirieren. Die einsetzende Schlammperiode begünstigte zudem die sowjetische Verteidigung. Schukow erkannte schnell, dass die Wehrmachtverbände nur noch auf den festen Straßen vorgehen konnten. Er konzentrierte die wenigen verfügbaren Verbände deshalb auf die wenigen festen Zufahrtsstraßen nach Moskau bei Wolokolamsk, Istra, Moschaisk, Malojaroslawez, Podolsk und Kaluga. Ebenso verfuhren die stark dezimierten Verbände der Brjansker Front, die schwerpunktmäßig die Straße Orjol-Tula verteidigten. Gleichzeitig befahl der Befehlshaber der Rückwärtigen Dienste der Roten Armee, General A.W. Chrulew, Nachschubverbände mit Panjewagen aufzustellen, da der Schlamm auch den sowjetischen Nachschub zum Erliegen brachte und Versorgungsflugzeuge nicht in ausreichender Zahl zur Verfügung standen. Diese Maßnahme half, die Versorgungskrisen auf sowjetischer Seite zu überwinden.

### Deutsche Verfolgungsoperationen
Noch während der Kämpfe um die Kessel gingen die deutschen Truppen dazu über, die Lücken auszunutzen, die sie in die sowjetischen Linien geschlagen hatten. Dies entsprach den Planungen des OKH und des Oberbefehlshabers der Heeresgruppe Mitte. So hatte Gfm. von Bock der Panzergruppe 2 gleich nach der Einnahme Orjols am 4. Oktober den Befehl „sich in den Besitz von Mzensk … zu setzen“ und nach Möglichkeit in Richtung Tula vorzugehen. Die Stawka hatte derweil jedoch Maßnahmen getroffen, um einen deutschen Durchbruch über Tula in Richtung Moskau zu verhindern. Im Lufttransport verlegte sie 5.500 Soldaten nach Mzensk. Auch andere Reserven trafen dort ein. Als um Mzensk schließlich die 5. und 6. Garde-Schützendivision, die 4. und 11. Panzerbrigade, das 5. Luftlandekorps, das 36. Kradschützen-Regiment und ein Arbeiterregiment aus Tula versammelt waren, fasste man diese Verbände als 1. Gardeschützenkorps unter dem Befehl von Gen.Lt. D.D. Leljuschenko (der wenige Tage später die 5. Armee übernahm) zusammen. Als die 4. Panzer-Division am 6. Oktober vor Mzensk eintraf, geriet sie in einen Hinterhalt der 4. Panzerbrigade (Oberst Michail Katukow), die mit überlegenen T-34 ausgerüstet war. Die 4. Panzer-Division erlitt schwere Verluste und musste zurückweichen. Erst am 12. Oktober konnte sie Mzensk endlich einnehmen, ohne jedoch weiter vorgehen zu können. Auch die Kesselkämpfe selbst hielten den deutschen Vormarsch auf. Laut einem Heeresgruppen-Befehl vom 4. Oktober sollten die Kessel lediglich von einem Teil der Panzergruppe 2 ausgeräumt werden, doch schon bald zeigte sich, dass dazu auch die 2. Armee nötig war. Die Ausbruchsversuche der Brjansker Front verhinderten auch in den folgenden Tagen zunächst eine Verstärkung der deutschen Verfolgungskräfte.

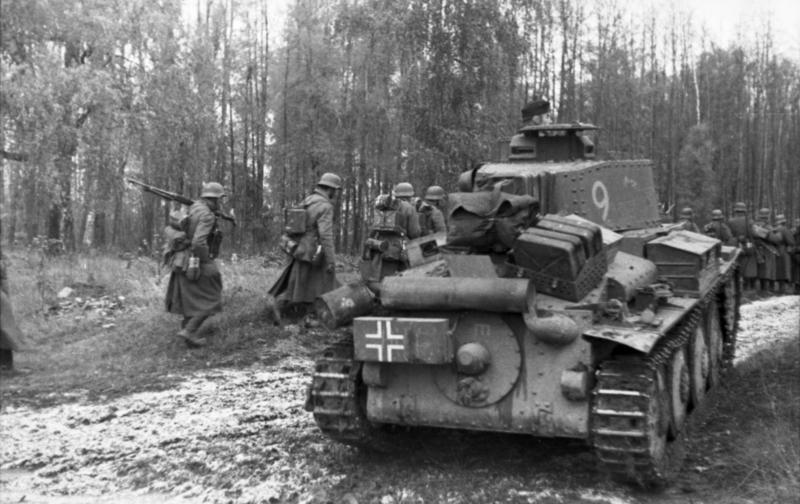
Truppen der Panzergruppe 4 beim Vormarsch

Bei Wjasma kam es darauf an, die Panzergruppen 3 und 4, welche den Kessel am 7. Oktober geschlossen hatten, durch die infanteristischen Kräfte der 4. und 9. Armee abzulösen und diese somit für einen weiteren Vorstoß in Richtung Moskau freizumachen. Doch diese Armeen kamen aufgrund von zähem sowjetischen Widerstand nur langsam vorwärts. Nach dem Abschluss des Kessels waren OKH und das Oberkommando der Heeresgruppe Mitte der Ansicht, dass der Gegner keine wesentlichen Kräfte mehr zur Verteidigung Moskaus hätte. Am 7. Oktober trafen sich Generaloberst Halder und Gfm. von Bock im Hauptquartier der Heeresgruppe. Man beschloss umgehend, die Gunst der Stunde auszunutzen. Gfm. von Bock war der Überzeugung, stark genug zu sein, um die Kessel auszuräumen und zugleich nach Moskau vorzustoßen. Nur über die Richtung der Verfolgung herrschte Unstimmigkeit. Im OKH war man der Überzeugung, dass der Gegner so schwach sei, dass es ausreiche ihn nur mit einem Teil der Kräfte in Richtung Moskau zu verfolgen. Hitler verlangte die Eroberung von Kursk durch die 2. Panzerarmee. Außerdem sollten die Panzergruppe 3 und Teile der 9. Armee nach Norden abgezweigt werden, um dort in Kooperation mit der Heeresgruppe Nord die sowjetischen Kräfte im Raum Ostaschkow zu zerschlagen. Gfm. von Bock stimmte dieser Zersplitterung seiner Kräfte nicht zu, doch am folgenden Tag legte ein Führerbefehl das Abdrehen der Panzergruppe 3 fest, sobald dies die Kesselkämpfe zuließen. Das XXXXI. AK (mot.) trat deshalb kurze Zeit später zum Angriff auf Kalinin an. Die Panzergruppe 4 blieb mit ihren XXXVI. und XXXX. AK (mot.) bis Mitte Oktober an der Front des Kessels von Wjasma gebunden. So standen letztlich nur noch das LVII. AK (mot.) (19. und 20. Pz.Div. 3. Inf.Div. (mot.)) sowie das XII. und XIII. AK für die Verfolgung nach Moskau zur Verfügung.

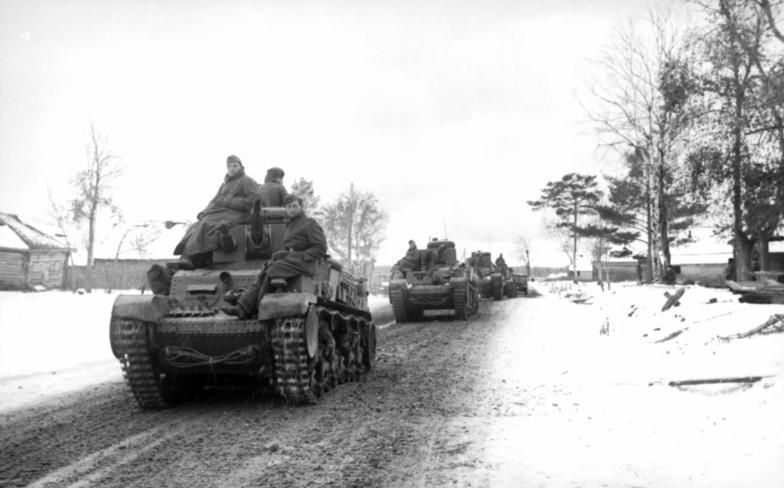
Panzer der Panzergruppe 3 im Vormarsch auf Kalinin

Am 11. Oktober konnten die deutschen Verfolgungskräfte zunächst Medyn und am folgenden Tag Kaluga einnehmen, womit sie bereits in die Verteidigungslinie von Moschaisk eingebrochen waren. Diese Erfolge konnten sie ausnutzen, um auch Tarussa einzunehmen und Malojaroslawez zu umgehen. Danach kam es im Raum Borowsk zu schweren Kämpfen zwischen dem LVII. AK (mot.) und der sowjetischen 110. Schützendivision und 151. Schützenbrigade (mot.), die bis zum 16. Oktober andauerten. Die Deutschen sollen allein dabei 20 Panzer verloren haben, bevor die Sowjets auf Naro-Fominsk ausweichen mussten. Nachdem auch Malojaroslawez gefallen war, musste die sowjetische 43. Armee am 18. Oktober hinter die Nara zurückgehen. Nördlich davon fiel nach sechstägigem Kampf und dem Verlust von angeblich 60 Panzern Moschaisk selbst an die deutschen Truppen.
Obwohl am 14. Oktober auch Kalinin gefallen war, kamen die deutschen Kräfte kaum mehr gegen den sich versteifenden Widerstand der sowjetischen Verbände an, da auf deutscher Seite, aufgrund der andauernden Kesselkämpfe noch nicht genügend Verfolgungskräfte freigemacht werden konnten. Diese konnten mit Masse erst ab dem 15. Oktober zur Verfolgung antreten. Doch bis dahin hatten vor allem die gepanzerten Verbände empfindliche Verluste erlitten. Die 6. Pz.Div. verfügte nur noch über 60 Panzer, die 20. Pz.Div. hatte 43 ihrer 283 Panzer verloren. Die 4. Pz.Div. verfügte nach dem verlustreichen Kämpfen gegen das 1. Gardeschützenkorps vor Mzensk nur noch über 38 Panzer. Die Heeresgruppe Mitte hatte in der Zeit vom Beginn der Operationen bis zum 17. Oktober 47.430 Soldaten und 1.791 Offiziere verloren. Die geschwächten Verbände stießen in ihrer Verfolgung zudem auf einen motivierten Gegner in ausgebauten Stellungen. Nicht wenige Einheiten berichteten von den „härtesten Kämpfen seit Beginn des Ostfeldzuges“ (Kriegstagebuch des LVII. AK (mot.)). Bald sollten auch die schlechten Witterungsbedingungen die deutschen Operationen behindern.

### Festlaufen der Offensive

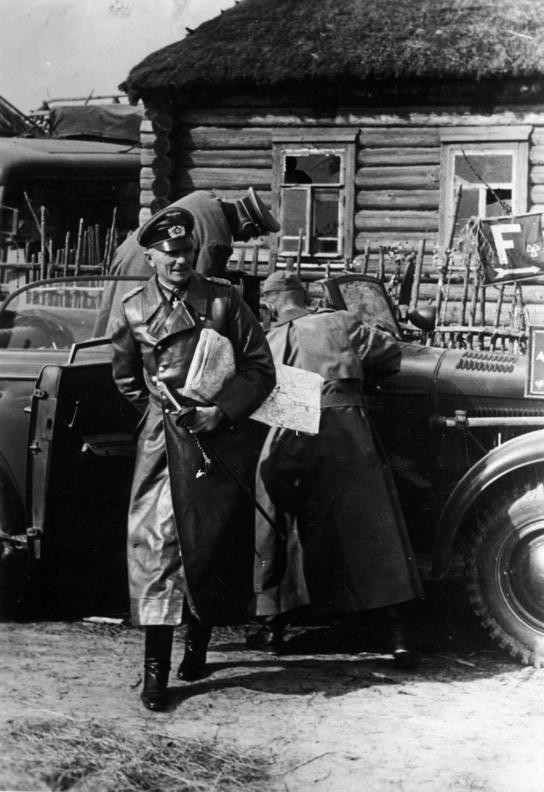
Gfm. von Bock bei einem Frontbesuch während der Operation

Am 6./7. Oktober fiel im Bereich der 2. Panzerarmee der erste Schnee, der die Wege schnell verschlammen ließ. In der nächsten Nacht ging im gesamten Bereich der Heeresgruppe Mitte starker Herbstregen nieder. Damit wurde die Zeit der russischen Rasputiza (russ. „Wegelosigkeit“) eingeläutet, die in der folgenden Zeit die deutschen Operationen stark behinderte. Im Hauptquartier der Heeresgruppe Mitte verzeichnete man schon am 9. Oktober: „Ein Bewegen der Panzereinheiten abseits der Hauptstraßen ist wegen grundloser und schlechter Wege infolge des schlechten Wetters z. Z. nicht möglich. Hierdurch auch Betriebsstoffschwierigkeiten.“ Auf die Gefechtsführung wirkte sich die Rasputiza erst ab dem 13. Oktober spürbar aus, da ab diesem Zeitpunkt die Versorgung mit Brennstoff und Munition nicht mehr sichergestellt werden konnte.
Ab Mitte Oktober kam die 2. Panzerarmee nicht mehr voran und auch die Verfolgungs-Verbände der 2. Armee lagen fest. Die Panzerarmee meldete am 12. Oktober, dass ihre motorisierten Verbände nur noch 1 km in der Stunde vorankämen. Eine geordnete Versorgung war bald nicht mehr möglich. Dieser Zustand, so bemerkte das Hauptquartier der 2. Armee am 18. Oktober, würde solange andauern „solange nicht die Versorgung neu aufgebaut“ würde. Auch die 4. Armee kam nicht weiter voran, da sie selbst von ständigen sowjetischen Gegenangriffen bedrängt wurde. Sie stellte das Vorgehen ihres rechten Flügels am 16. Oktober ein. Im Bereich der 9. Armee und Panzergruppe 3 waren die Verbände auf die Autobahn Wjasma-Moskau angewiesen, doch gerade diese Route war durch zahlreiche Sprengungen, Bombenschäden und Überbelegung stark beschädigt. Schließlich musste am 19. Oktober die gesamte 5. Infanterie-Division zu Reparaturarbeiten an der Autobahn herangezogen werden. Zusätzlich wurde die Panzergruppe 3 durch Gegenangriffe der Kalininer Front auch in die Verteidigung gezwungen. Auch die Verbände der Luftflotte 2 waren aufgrund der schlechten Witterung immer weniger in der Lage, in die Kämpfe einzugreifen. Gfm. von Bock notierte, nachdem am 19./20. Oktober praktisch alle Angriffsbewegungen hatten eingestellt werden müssen, am 25. Oktober in sein Tagebuch:

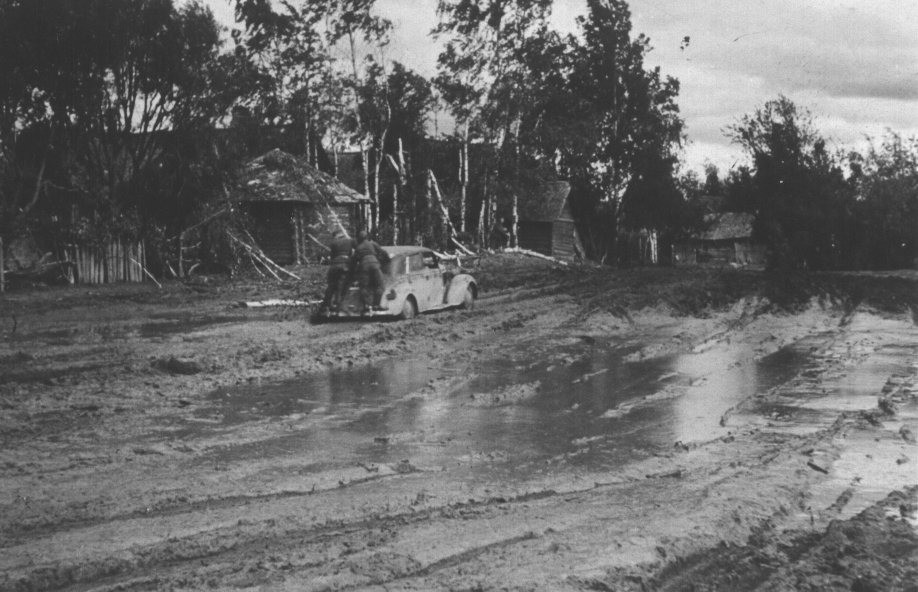
Auswirkungen der Herbstregen vor Moskau

„Das Auseinanderreißen der Heeresgruppe in Verbindung mit dem fürchterlichen Wetter hat dahin geführt, dass wir festsitzen. Dadurch gewinnt der Russe Zeit, seine zerschlagenen Divisionen aufzufüllen und die Verteidigung zu stärken […] Das ist sehr schlimm.“

Die einzigen Geländegewinne konnten noch im Bereich der Brjansker Front erzielt werden, und dies nur, weil deren rechte Flanke durch die deutschen Erfolge gegen die Westfront nicht mehr gedeckt war. Um die fast 60 km breite Lücke zu schließen, befahl die Stawka deshalb am 24. Oktober, die Armeen der Brjansker Front in die Linie Dubna-Plawsk-Werchowje-Liwny-Kastornoje zurückzunehmen. Dieser Rückzug begann am 26. Oktober und war vier Tage später weitgehend abgeschlossen. Als die 2. Panzerarmee die Verfolgung aufnahm und ab dem 29. Oktober versuchte, die Stadt Tula einzunehmen, traf sie dort auf starken sowjetischen Widerstand der 50. Armee. Daraus entwickelten sich noch einige Kämpfe, vor allem in der Flanke der Panzerarmee, die noch bis zum 7. November andauerten, aber ergebnislos verliefen.
Angesichts der aussichtslosen Lage gab Gfm. von Bock am 1. November 1941 den Befehl, „dass vorläufig im großen nicht weiter vorgegangen wird, dass aber alles für den Angriff vorbereitet wird und Versorgungsschwierigkeiten so schnell als möglich behoben werden, damit bei Einsetzen guter Witterung (Frost) sofort angetreten werden kann.“ Damit hatte das deutsche „Unternehmen Taifun“ praktisch ein Ende gefunden.

## Folgen der Schlacht

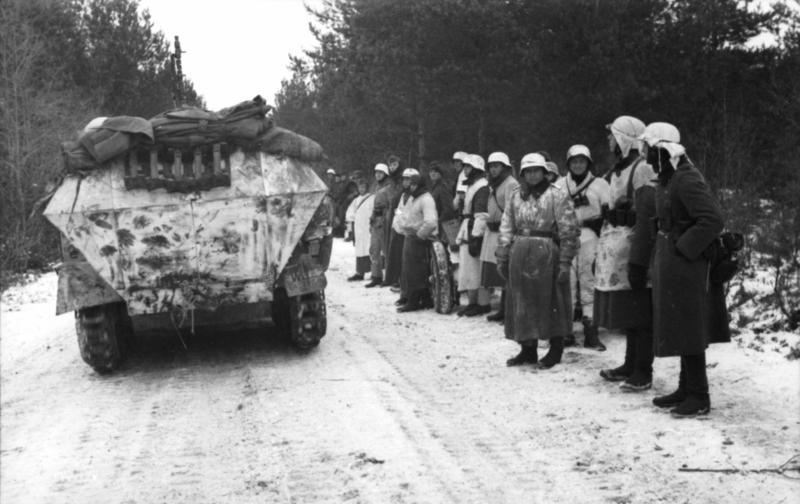
Soldaten der Panzergruppe 4 Ende Oktober in improvisierter Winterbekleidung

Obwohl sowohl Hitler und der Wehrmachtführungsstab als auch der Generalstab des OKH nach den ersten Erfolgen im „Unternehmen Taifun“ in eine optimistische Stimmung verfielen und bereits Pläne für weitere Operationen mit weitgesteckten Zielen über Moskau hinaus entwarfen, hatte sich die Offensive Ende Oktober 1941 festgelaufen. Auch hatte Hitler schon am 12. Oktober Befehle zur Behandlung Moskaus erlassen, das eingeschlossen und dann beschossen werden sollte und dessen Kapitulation, auch wenn angeboten, nicht angenommen werden durfte. Stattdessen war der deutsche Vormarsch etwa 80 km vor der sowjetischen Hauptstadt zum Stehen gekommen. Es war weder gelungen, das primäre Ziel, die Vernichtung der Masse der gegnerischen Streitkräfte, noch das sekundäre Ziel der Einnahme Moskaus zu erreichen.
Jedoch hatte die Rote Armee große Verluste erlitten. Da genaue sowjetische Angaben fehlen, ist man auf deutsche Quellen wie den Wehrmachtbericht angewiesen, der nach Abschluss der Kämpfe um die Kessel die Vernichtung von 67 sowjetischen Schützen-, 6 Kavallerie- und 7 Panzerdivisionen mit 1.242 Panzern und 5.412 Geschützen sowie die Gefangennahme von 663.000 Rotarmisten meldete. Da nach sowjetischen Angaben Mitte Oktober zum Schutz Moskaus weniger als 100.000 Soldaten zur Verfügung standen, ist diese Darstellung plausibel.
In Moskau selbst führten die Ereignisse zu einer Krise. Am 13. Oktober erklärte der Vorsitzende des Moskauer Stadtkomitees, A.S. Schtscherbakow, öffentlich, dass die Hauptstadt bedroht sei. Im Zuge dessen wurden Tausende Moskauer zum Ausbau der Verteidigungsanlagen um die Stadt herangezogen und 25 Arbeiter-Bataillone aus 12.000 Freiwilligen aufgestellt, die diese Stellungen ab dem 17. Oktober besetzten. Dennoch entschloss sich Stalin am 16. Oktober zur Evakuierung der Stadt, sodass die meisten Organisationen der Regierung, der Partei und des Militärs anfingen nach Kuibyschew überzusiedeln. Auch Industriebetriebe wurden evakuiert. Daraufhin brach in der Hauptstadt eine Panik aus, die auch dadurch nicht gebremst wurde, dass Stalin sich entschloss, in Moskau zu bleiben. Viele Einwohner flüchteten und es kam zu Plünderungen der rar gewordenen Lebensmittel. Deshalb wurde am 19. Oktober der Belagerungszustand erklärt und das Kriegsrecht verhängt.
In den ersten beiden November-Wochen, die von einem weitgehenden Stillstand der Operationen gekennzeichnet waren, füllten beide Seiten ihre geschwächten Verbände auf. Keiner Seite gelang es dabei, ihre vorangegangenen Verluste völlig zu ersetzen, vor allem nicht der Wehrmacht mit ihren sehr lang gewordenen Nachschubwegen. Während sich eine Reihe von deutschen Frontkommandeuren dafür aussprach, nunmehr zur Verteidigung überzugehen und eine günstige Stellung für die Wintermonate zu wählen, war man im OKH der Ansicht, dass es nur noch eines letzten „Kraftaktes“ bedürfe, um das Ziel des Feldzuges gegen die Sowjetunion doch noch zu erreichen. Nach dem Eintritt der Frostperiode, in der die Wege besser befahrbar wurden, traf man während einer Besprechung der höchsten militärischen Befehlshaber in Orscha am 13. November die Entscheidung, den Angriff zu erneuern. Am 17. November 1941 begann daraufhin mit der neuerlichen deutschen Offensive die Schlacht um Moskau. Auch in diesem Anlauf sollte der Wehrmacht kein durchschlagender Erfolg gelingen. Am 5. Dezember ging die Rote Armee mit ihren Reserven zur Gegenoffensive über und konnte bis zum Frühjahr 1942 große Teile des im Herbst verlorenen Geländes zurückgewinnen.

## Bewertung und Rezeption
Gemessen an der Höhe der Verluste waren die Kesselschlachten bei Wjasma und Brjansk eine der größten militärischen Niederlagen der Sowjetunion während des Zweiten Weltkrieges. Sie wird in der russischen Historiographie fast immer mit zur „Schlacht um Moskau“ (Битва за Москву) gerechnet, die schließlich mit einem sowjetischen Erfolg endete. Dabei wurde gelegentlich versucht, die Ursachen für diesen ersten Rückschlag zu finden. Neben der Betonung der zahlenmäßigen Überlegenheit der Wehrmachtverbände wiesen einige Kommandeure wie zum Beispiel I.S. Konew oder K.K. Rokossowski in ihren Memoiren darauf hin, dass es seitens des Oberkommandos in Moskau zu schweren Versäumnissen gekommen war. Marschall Wassilewski kritisierte vor allem die verworrene Befehlsstruktur:

„Der Misserfolg bei Wjasma ist nicht nur aus der gegnerischen Überlegenheit und dem Mangel an Reserven zu erklären, sondern auch daraus, dass der Generalstab und das Hauptquartier die Hauptstoßrichtung des Gegners falsch bestimmt und demzufolge auch die Verteidigung falsch aufgebaut hatte. […] Der operative Aufbau war für die Truppenführung und das Zusammenwirken der Fronten denkbar ungünstig.“

In der offiziellen sowjetischen Darstellung des Krieges wurde darauf nicht eingegangen und behauptet, dass die Stawka oder das Staatliche Verteidigungskomitee zu spät von den deutschen Plänen erfahren und deshalb nichts mehr hätte unternehmen können. Dennoch hielt der Historiker Joachim Hoffmann 1983 zusammenfassend fest: „Die Fehler und Unterlassungen der sowjetischen Führung sind auf jeden Fall ein wesentlicher Grund dafür, warum die Heeresgruppe Mitte die Verteidigung an den entscheidenden Punkten relativ rasch zu durchbrechen vermochte.“
In den ersten sowjetischen Publikationen nach dem Zweiten Weltkrieg wurde die Einkesselung und Vernichtung eines großen Teiles der Roten Armee teilweise überhaupt nicht erwähnt. Später hingegen erfuhr vor allem der Widerstand der sowjetischen Verbände im Kessel von Wjasma eine Heroisierung. Sowohl in der offiziellen Darstellung, als auch in den Memoiren Schukows oder Wassilewskis fand man die Aussage, dass das Opfer der fünf eingekesselten Armeen notwendig für die Rettung der Hauptstadt gewesen sei. Dass die oberste deutsche Militärführung tatsächlich einen Großteil der vorhandenen Kräfte (Teile der Pz.Gr. 3 und der 9. Armee) nach Norden gegen Kalinin lenkte, anstatt mit diesen auf das genauso weit entfernte Moskau vorzustoßen, blieb unerwähnt. Auch die spätere sowjetische Geschichtsschreibung betonte, dass durch den Widerstand der eingeschlossenen Truppen schließlich deutsche Divisionen für etwa zwei Wochen gebunden und damit vom Durchbruch auf Moskau abgehalten worden wären:

„Doch die Kampfhandlungen der eingekreisten Truppen machten den Einsatz von 28 Divisionen des Gegners erforderlich, wodurch Zeit für die Organisation der Verteidigung auf der Linie Moschaisk gewonnen wurde. Die Kämpfe bei Wjasma banden die Hauptkräfte der Panzergruppen und Armeen von Bocks in jener kritischen Zeit, als dessen einzelne Korps und Divisionen in die bei Moskau entstandenen Breschen vorstießen und als der Aggressor für eine kurze Zeit keine geschlossene Verteidigung vor sich hatte.“

Auf deutscher Seite kam es bei der späteren Darstellung der Operationen zu zahlreichen „Ungenauigkeiten“. So behaupteten einige Kommandeure, wie zum Beispiel Heinz Guderian, fälschlicherweise, dass die eingekreiste 50. Armee bereits am 17. Oktober kapituliert habe und der Kessel bei Brjansk bis zum 20. Oktober ausgeräumt worden sei. Den erfolgreichen Ausbruch von Teilen der 3., 13. und 50. sowjetischen Armee aus dem Kessel ließ er unerwähnt. In anderen Darstellungen wurde die Kapitulation des Kessels von Wjasma auf den 13. Oktober datiert. Tatsächlich endeten mit dem 12.10. zwar die großen Ausbruchsversuche, die letzten eingeschlossenen Truppen kapitulierten aber erst sieben Tage später, was in der Zwischenzeit bedeutende deutsche Kräfte band. Die neuere Forschung hat versucht, diese Fehler zu korrigieren, aber dennoch finden sich in zahlreichen Publikationen die übernommenen falschen Daten.
In der Memoirenliteratur der Nachkriegsjahre rief vor allem die Entscheidung Hitlers und des OKH, die Panzergruppe 3 und große Teile der 9. Armee auf Kalinin abzudrehen, große Kritik hervor. So schrieb zum Beispiel Walter Chales de Beaulieu, ehemals Generalstabschef der Panzergruppe 4, nach dem Krieg:

„Das XXXXI. (nördliche) Korps dieser Panzergruppe war mit seinen schnellen Divisionen am Wjasma-Einschließungsring nicht beteiligt, stand ab 8. 10. für weiteres Vorgehen nach Osten, auf Moskau, nördlich der Autobahn bequem zur Verfügung, hätte, verstärkt durch die SS-Division „Reich“, an diesem besonders geeigneten Operationsstrang – Entfernung Wjasma, Moskau nur 200 km! – weiter vorstoßen können und zum damaligen Zeitpunkt kaum unüberwindlichen Widerstand angetroffen. Bedenkt man, daß dieses Korps – nach Norden angesetzt – am 13. 10. bereits Kalinin erreichte, das auch nur 200 km von Wjasma entfernt liegt, wohin jedoch wesentlich ungünstigere Wege führen, so kann man sich berechtigte Aussichten auch für einen Erfolg vor Moskau ausmalen.“

Zudem ist in der deutschen Geschichtsschreibung oft die These zu finden, dass der ungewöhnlich frühe Witterungsumschwung die deutschen Truppen überrascht hätte und dieser Umstand zu einem Scheitern der Operation geführt habe. Tatsächlich glaubte die deutsche Führung, die Rasputiza, mit der sie für Mitte Oktober rechnete, ignorieren zu können, da die Operationen dann abgeschlossen sein sollten. Fachleute von der meteorologischen Abteilung wurden nicht in die Planungen einbezogen. Allerdings blieben die Niederschläge des Oktobers unter den Durchschnittswerten, sodass der Herbst 1941 verhältnismäßig trocken war. Zudem setzte der Frost sogar früher ein als sonst, was die Schlammperiode noch einmal verkürzte. Angesichts der Tatsache, dass die Schlammperiode 1941 also kürzer und trockener war als gewöhnlich, kann die These vom überraschenden Witterungsumschwung als ein Versuch „die Schuld des eigenen Versagens einer höheren Gewalt zuzuschreiben“ angesehen werden.

### Sekundärliteratur
- John Erickson: The Road to Stalingrad. Cassell Publ., London 2003. ISBN 978-0-304-36541-8.
- David M. Glantz, Jonathan House: When Titans clashed – How the Red Army stopped Hitler. Kansas University Press, Kansas 1995, ISBN 978-0-7006-0899-7.
- Joachim Hoffmann: Die Kriegführung aus der Sicht der Sowjetunion. In: Horst Boog, Jürgen Förster, Joachim Hoffmann, Ernst Klink, Rolf-Dieter Müller, Gerd R. Ueberschär: Der Angriff auf die Sowjetunion (= Militärgeschichtliches Forschungsamt [Hrsg.]: Das Deutsche Reich und der Zweite Weltkrieg. Band 4). 2. Auflage. Deutsche Verlags-Anstalt, Stuttgart 1987, ISBN 3-421-06098-3, S. 713–809 (eingeschränkte Vorschau in der Google-Buchsuche).
- A. B. Исаев' Котлы 41-го. – История ВОВ, которую мы не знали. Яуза Эксмо, Москва 2005. ISBN 5-699-12899-9 (Online-Version).
- Ernst Klink: Die Operationsführung. in: Horst Boog, Jürgen Förster, Joachim Hoffmann, Ernst Klink, Rolf-Dieter Müller, Gerd R. Ueberschär: Der Angriff auf die Sowjetunion (= Militärgeschichtliches Forschungsamt [Hrsg.]: Das Deutsche Reich und der Zweite Weltkrieg. Band 4). 2. Auflage. Deutsche Verlags-Anstalt, Stuttgart 1987, ISBN 3-421-06098-3, S. 451–712 (eingeschränkte Vorschau in der Google-Buchsuche).
- Д. 3. Муриев: Вяземская операция. in: Советская военная энциклопедия. Band 2, Москва 1978 (Online-Version)
- P. N. Pospelow (Hrsg.): Geschichte des Großen Vaterländischen Krieges der Sowjetunion. Band 2, Deutscher Militärverlag, Berlin (Ost) 1963.
- Klaus Reinhardt: Die Wende vor Moskau – Das Scheitern der Strategie Hitlers im Winter 1941/42. Deutsche Verlags-Anstalt, Stuttgart 1972 (= Beiträge zur Militär- und Kriegsgeschichte. Band 13). ISBN 3-421-01606-2.
- Aleksandr M. Samsonow: Die große Schlacht vor Moskau. Verlag des Ministeriums für Nationale Verteidigung, Berlin (Ost) 1959.
- David Stahel: Operation Typhoon: Hitler's March on Moscow, October 1941. Cambridge University Press, Cambridge 2013. ISBN 978-1-107-03512-6.